# Forum Boarium
Ne doit pas être confondu avec Forum du Bœuf.
Vous lisez un « bon article » labellisé en 2020.
Le forum Boarium (littéralement « marché aux bœufs ») est l'un des plus anciens forums romains.
Ce forum est situé, dans la Rome antique, à proximité du Tibre dans le quartier du Vélabre, entre les collines du Capitole au nord, du Palatin à l'est et de l'Aventin au sud. Il se développe immédiatement au nord-ouest du Circus Maximus. Dans la ville moderne de Rome, centré sur la Piazza della Bocca della Verità, il se trouve dans le rione de Ripa.
C'est, selon la légende de la fondation de Rome, l'endroit où s'échoue le panier de Romulus et Rémus ; bien avant pourtant, dès le XIVe siècle av. J.-C. (Bronze moyen), des tessons de céramique attestent d'une implantation humaine pérenne. Il semble en tout cas que le forum Boarium accueille dès le VIIe siècle av. J.-C. des populations grecques ou phéniciennes, des marchands remontant le Tibre depuis la côte tyrrhénienne. C'est également au niveau du forum Boarium que sont érigés le premier pont enjambant le Tibre (pont Sublicius) vers 640-616 av. J.-C. et le premier port fluvial de Rome (Portus Tiberinus) accompagné de ses entrepôts au VIe siècle av. J.-C. Le forum Boarium connaît donc très tôt une activité économique importante, notamment liée au commerce des bovins.
De la Royauté à l'Empire romain, de nombreux temples et sanctuaires sont construits et plusieurs fois réaménagés sur le forum, voués bien souvent à des dieux protecteurs de corporations marchandes de la ville ; Hercule tient une place prépondérante dans cette représentation cultuelle. Des arcs commémoratifs, liés à des associations de commerçants, renforcent la vocation commerciale du forum. Pendant cette période d'un millier d'années, le forum Boarium est à plusieurs reprises la proie d'inondations du Tibre ou d'incendies qui entraînent une reconstruction plus ou moins complète de ses bâtiments. À partir du IVe siècle et de l'avènement du christianisme, certains temples sont transformés en églises (temples de Portunus et d'Hercule Olivarius), parvenant jusqu'à l'époque contemporaine dans un remarquable état de conservation. D'autres sont détruits, souvent pour laisser la place à des églises élevées sur leurs substructions (temples à Fortuna et Mater Matuta sur l'aire de Sant'Omobono, Très Grand Autel d'Hercule Invaincu).
L'intérêt des historiens pour le forum Boarium, comme pour l'ensemble de la Rome antique, se manifeste clairement à l'époque napoléonienne puis pendant la période mussolinienne, pour des motifs souvent éloignés de la stricte préoccupation archéologique. Comme l'ensemble de la ville antique, le forum fait l'objet depuis le XXe siècle de représentations en trois dimensions par le biais de maquettes (Plan de Rome à Bruxelles ou Caen, Plastico à Rome) qui aident le public et la communauté scientifique à mieux appréhender son organisation spatiale et l'architecture de ses monuments.

## Localisation et délimitation

### Emplacement stratégique
- Emprise schématique
- Muraille Servienne
- Voies
- Égouts
- 1 : Temple d'Hercule Olivarius
- 2 : Temple de Portunus
- 3 : Temple de Cérès, Liber et Libera (?)
- 4 : Aedes Æmiliana Herculis (?)
- 5 : Temples à Fortuna et Mater Matuta
- 6 : Ara Maxima
- 7 : Arc de Septime Sévère
- 8 : Arc de Janus
- 9 : Entrepôts
- 10 : Portus Tiberinus
- 11 : Mithræum
- 12 : Statio Annonae (?)

Réseau de voies préhistoriques convergeant vers l'emplacement du forum Boarium.

Plan du forum Boarium à l'époque impériale :
Emprise schématique

Des tessons de céramique sont retrouvés dans la partie nord du forum, au niveau de l'aire de Sant'Omobono. Les plus anciens d'entre eux témoignent de l’existence près du Capitole d’un habitat rattaché à la culture apenninique (âge du Bronze moyen),. Le site du forum Boarium est placé, dès le VIIIe siècle av. J.-C. et bien avant la fondation de Rome, dans une zone de la péninsule italienne géographiquement capitale pour les échanges culturels et commerciaux, au carrefour de deux axes de communication majeurs. Venant de la mer Tyrrhénienne et remontant le Tibre (axe sud-ouest–nord-est), les marchands grecs ou phéniciens — les tessons de céramique trouvés sur le site attestent de leur origine géographique, — entretiennent des relations commerciales avec les populations installées dans les montagnes, en amont. C'est par ailleurs l'endroit le plus proche de la mer où l'on puisse traverser le Tibre pour aller du nord (civilisation étrusque) au sud (civilisation grecque) de la péninsule (axe nord-ouest–sud-est) ; depuis la Préhistoire, l'emplacement du forum Boarium est d'ailleurs un point de convergence de tous les itinéraires qui empruntent la basse vallée du Tibre et le traversent en aval de l'île Tibérine grâce à un probable gué sur le fleuve. Le site apparaît, au dire de certains historiens, comme une « zone franche » où les valeurs culturelles de plusieurs civilisations se confrontent et s’échangent.
Les deux voies principales permettant de relier le cœur de la Rome antique (forum Romain) au forum Boarium et au Tibre sont, de part et d'autre du vallon du Vélabre, le Vicus Iugarius (peut-être la « rue des fabricants de jougs ») au pied du Capitole et le Vicus Tuscus au pied du Palatin. Ces deux voies ne sont pas établies au plus bas du vallon mais sur les premières terrasses des collines, pour éviter d'être soumises aux inondations.
Dans la Rome augustéenne, le forum Boarium est en grande majorité intégré à la Regio XI (Circus Maximus), mais la zone située au pied du Capitole (aire de Sant'Omobono) est rattachée à la Regio VIII (Forum Romanum).

### Site exposé aux catastrophes naturelles

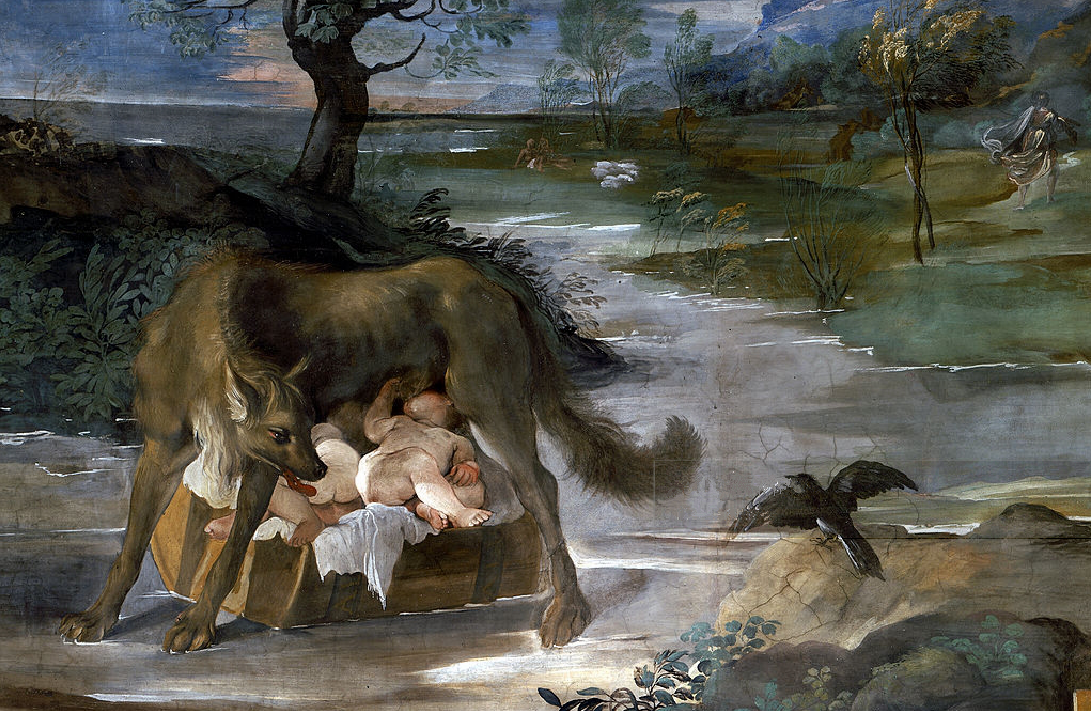
La louve recueillant Romulus et Rémus sur les bords du Tibre (auteur : Lodovico Carracci (1555–1619) ou Annibale Carracci (1560–1609), Palazzo Magnani, Bologne, XVIe siècle).

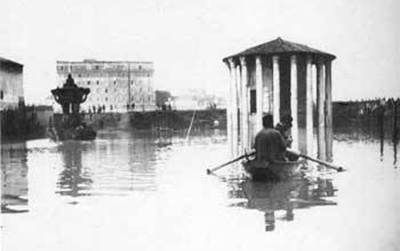
Le forum inondé en 1900.

Le forum Boarium est situé sur la rive gauche du Tibre, le long du sommet d'un méandre marqué par la présence de l'île Tibérine, entre le fleuve et le quartier de Vélabre, dans une zone marécageuse qui collecte les eaux des vallons séparant le Capitole du Palatin et le Palatin de l'Aventin, ainsi que d'une source située sur le forum lui-même et citée par Plutarque mais dont l'emplacement exact est inconnu. L'érosion des collines de Rome amène sur le forum une importante quantité d'alluvions, ce qui accroît l'instabilité du sol. Les textes des auteurs anciens relatant la fondation de Rome et indiquant que le panier de Romulus et Rémus s'est échoué au bord du Tibre au pied du Palatin comportent une part légendaire, mais ils témoignent de la réalité du caractère « palustre » du forum à cette époque.
À l'époque antique, l'altitude du forum Boarium, relevée au niveau de l'arc de Janus, n'est que de 11 m — l'altitude moyenne moderne du Tibre, un peu en amont du forum, est d'environ 6,50 m — et le site de Rome est alors victime de fréquentes crues du fleuve, de l'ordre de quatre à six par siècle.

### Limites difficiles à cerner
Les limites géographiques du forum Boarium ne sont pas clairement établies, en l'absence de source les définissant formellement. Elles sont très schématiquement constituées par le Tibre à l'ouest, le Capitole au nord, le Palatin à l'est et l'Aventin au sud. Quelques repères géographiques un peu plus précis sont fournis par les auteurs anciens ou par certains vestiges archéologiques. Ovide indique ainsi qu'un temple à Mater Matuta y est construit entre les monts Capitole et Aventin. Au nord, l'enceinte des horrea du Portus Tiberinus marquerait la transition vers le forum Holitorium. Au nord-ouest, la muraille Servienne construite sous Tarquin l'Ancien en matérialiserait la frontière entre le Tibre et le Capitole, — même si quelques vestiges lui sont attribuables, son tracé est cependant imprécis dans cette zone où elle est démantelée à partir du IIe siècle av. J.-C. ; venant du pont Æmilius sur le Tibre, la porte Flumentana, au niveau du temple de Portunus, pourrait marquer la limite du forum. Le Circus Maximus le borne au sud-est. Au nord-est, l'arc de Septime Sévère peut avoir marqué de manière formelle l’entrée du forum Boarium en venant du Vélabre, mais la question reste discutée.

### Leforum Boariumdans la Rome duXXIesiècle
Reporté sur un plan moderne de Rome, le forum Boarium, centré sur la Piazza della Bocca della Verità, est sensiblement circonscrit par le Tibre à l'ouest, le Vico Jugario au nord, la Via di San Teodoro à l'est et la Via dell'Ara Massima di Ercole au sud-est. Traversé du nord au sud par la Via Luigi Petroselli, il est intégré au rione de Ripa (R.XII).

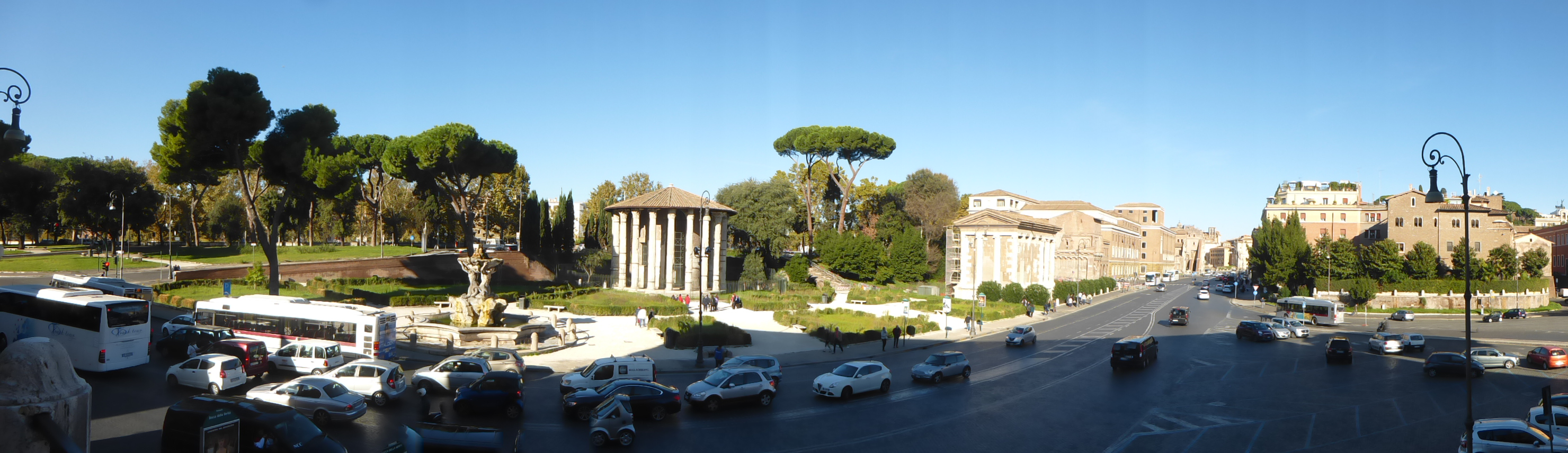
Piazza della Bocca della Verità et Via Luigi Petroselli (vue vers le nord).

## Fonction

### Place commerciale incontournable

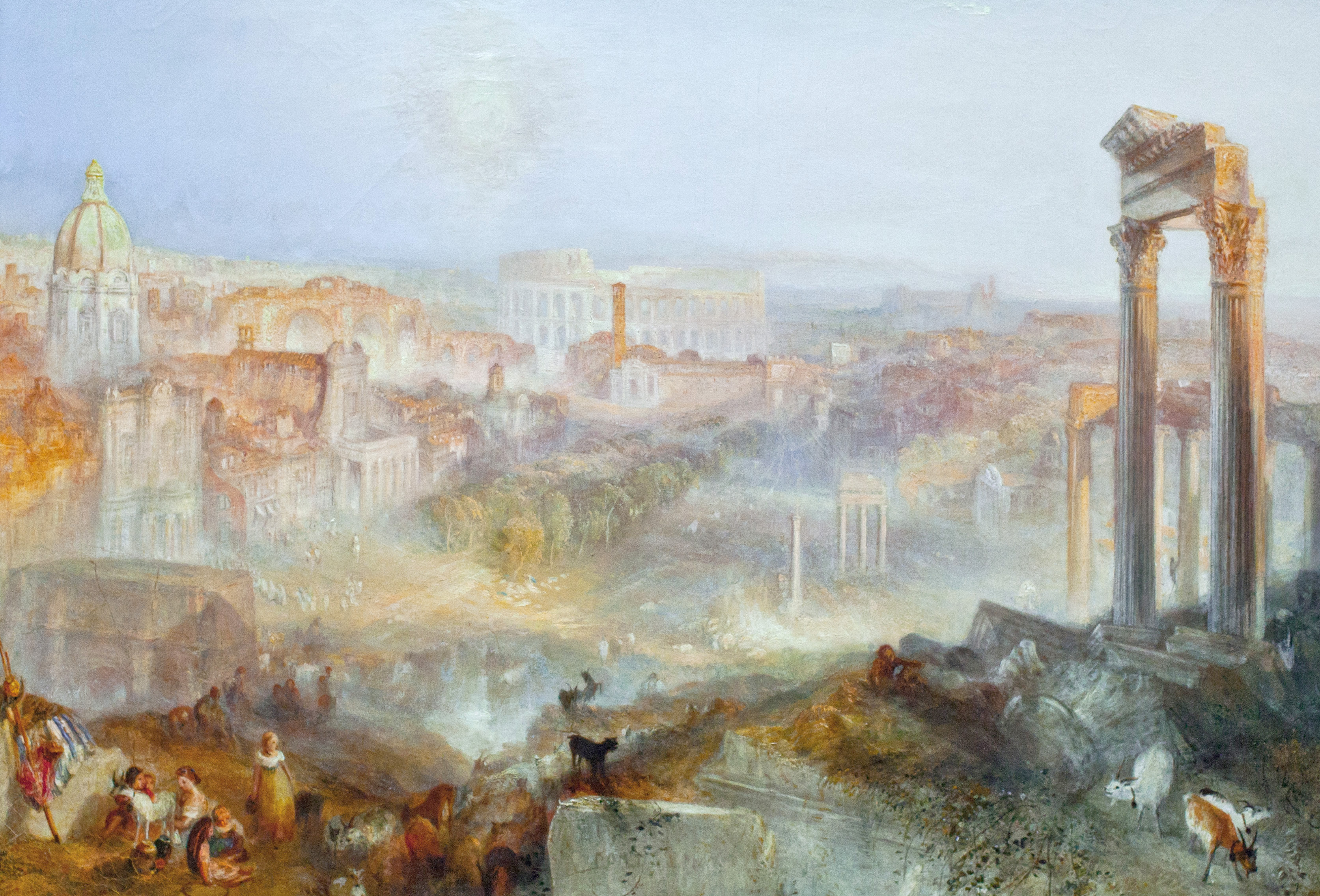
Rome moderne - Campo Vaccino, aquarelle de William Turner (1839).

Le forum Boarium (littéralement « marché aux bœufs ») est le premier forum de Rome, et date au moins du VIIe siècle av. J.-C. C’est un lieu d’échange et de marché dans l’Antiquité, il est prolongé au nord par le forum Holitorium — ou Olitorium — (« marché aux légumes »). Dans l'esprit du public non italien, il y a souvent, jusqu'au XIXe siècle, confusion entre le forum Boarium et le campo Vaccino (« champ aux vaches ») ; cette dernière dénomination est en fait celle du Forum Romain, alors laissé à l'abandon et pâturé par les troupeaux jusqu'aux fouilles ordonnées par Napoléon III.

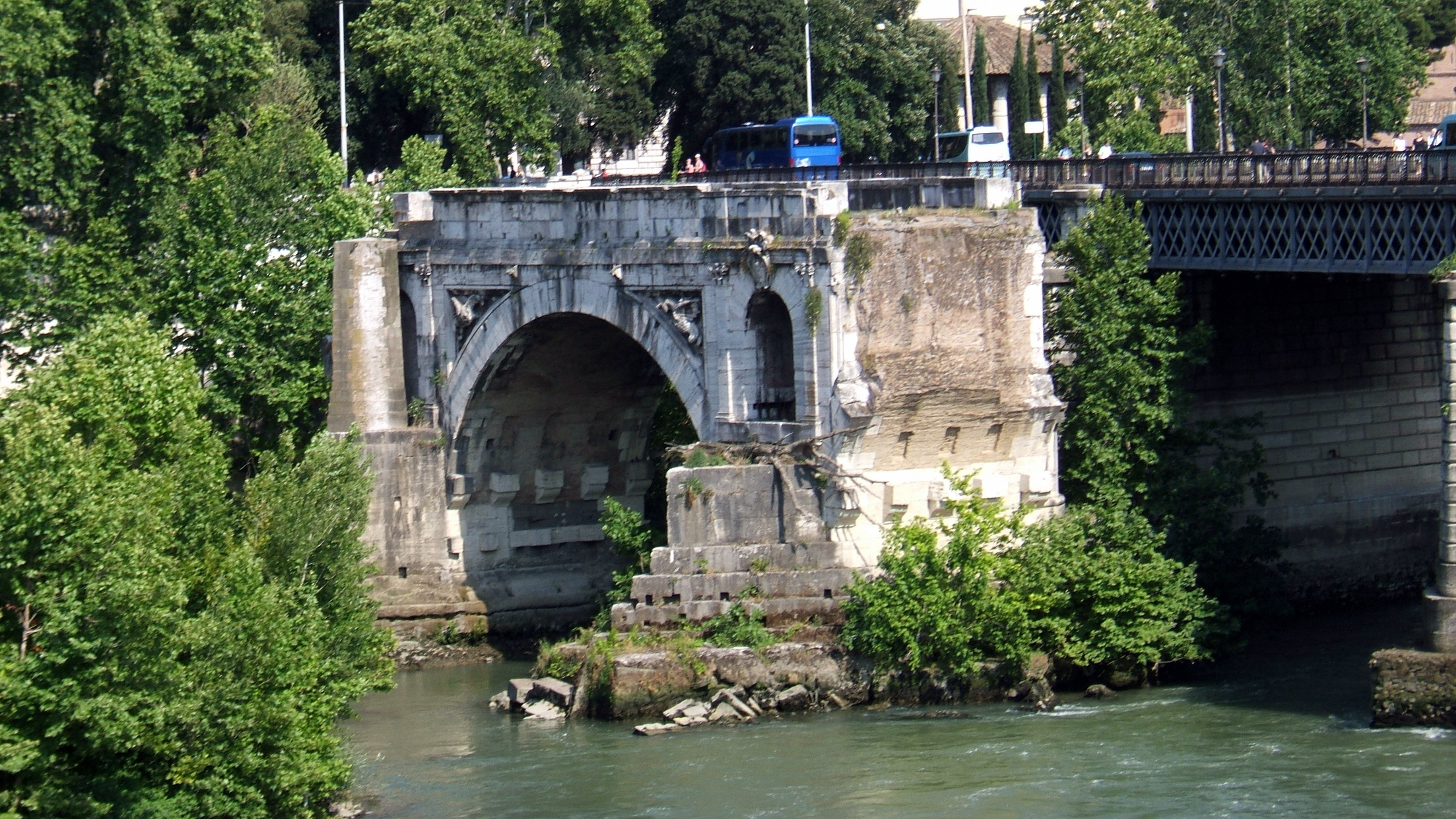
Ponte Rotto, seul vestige du pont Æmilius, vu depuis l'amont.

Le forum Boarium est relié à la rive droite du Tibre par deux ponts, le Pont Sublicius, premier et seul ouvrage de franchissement du Tibre jusqu'en 179 av. J.-C. (localisé en aval du débouché de la Cloaca Maxima sans plus de précision possible) et que la tradition attribue à Ancus Marcius, et le pont Æmilius prolongé par le Vicus Lucceius. L'emplacement de ce second ouvrage procure un accès facile au portus Tiberinus installé en amont immédiat du pont ainsi qu'aux marchandises stockées dans les horrea ou entrepôts construits au nord du forum.
Selon les dires de Pline l'Ancien, une statue en bronze représentant un bœuf se trouvait au centre de la place, car du début de la République romaine jusqu'au IIIe siècle, c'est le principal lieu de vente de bœufs à Rome. Il est cependant possible qu'à l'époque impériale, le forum ne soit plus utilisé pour les transactions directes mais qu'il soit devenu une sorte de bourse où sont fixés les cours du bétail.
L'arc de Janus, abritant les négociants pour leurs transactions, est intimement lié à la fonction commerciale du forum. Il en est de même de l'arc de Septime Sévère, financé par des corporations de commerçants (banquiers et marchands de bétail). L'Aedes Æmiliana Herculis, pour sa part, est un temple commémorant une victoire militaire.
Le forum Boarium joue également un rôle administratif lorsque, sous l'Empire, le préfet de l'annone y installe ses bureaux, dans la partie sud du site, au voisinage du Très Grand Autel d'Hercule Invaincu, même si la localisation précise de cette administration n'est pas attestée.

### Rôle religieux important

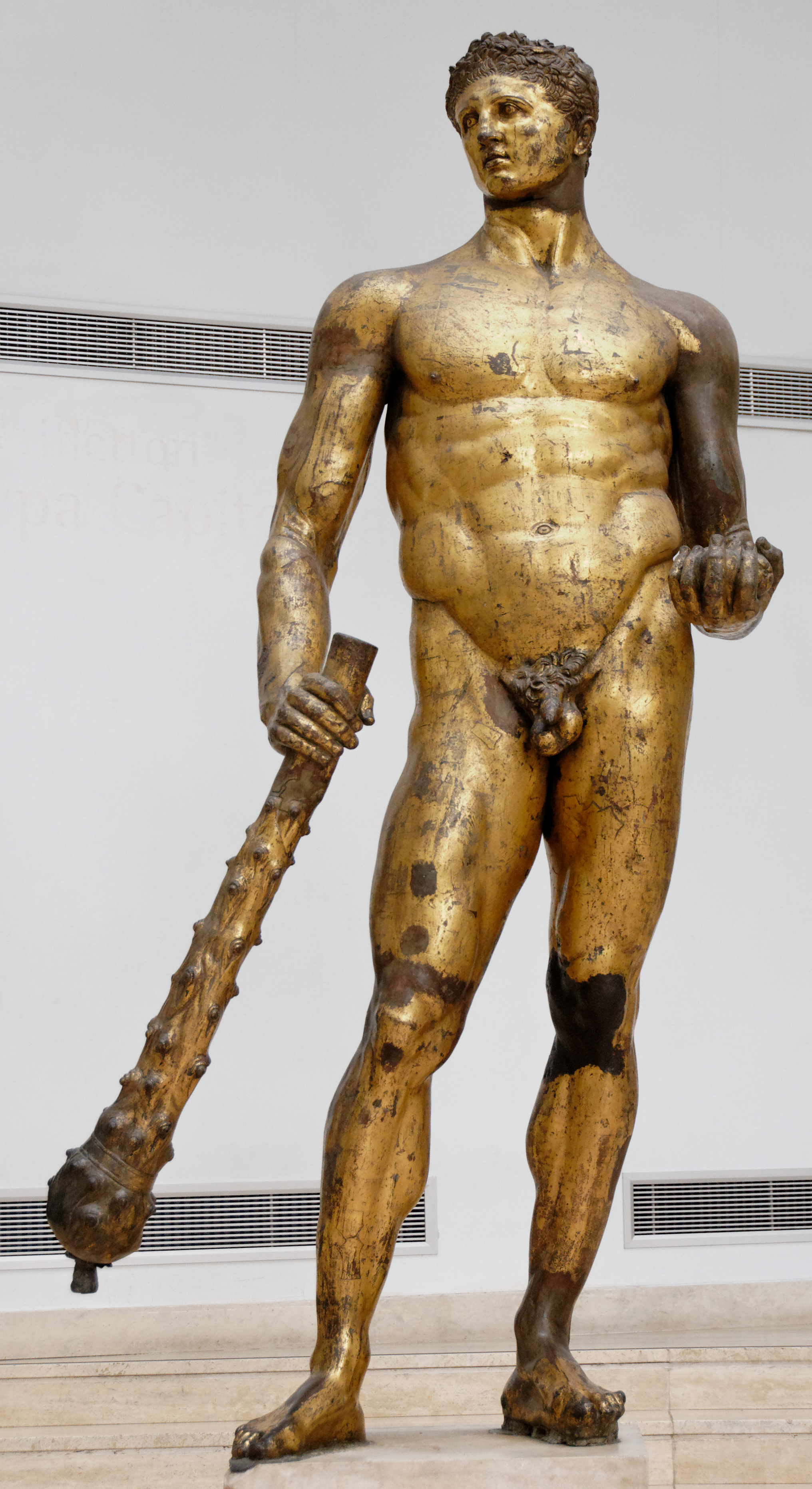
L'Hercule du Forum Boarium.

La fonction religieuse du forum Boarium se développe dès les premiers temps de son occupation : à l'époque de la Royauté, et sous Servius Tullius selon la tradition, plusieurs sanctuaires sont élevés, notamment le temple de Fortuna, déesse de la chance, et le temple de Mater Matuta, déesse du matin et de l'aurore, dans ce qui est à l'époque moderne l'aire de Sant'Omobono. Le forum Boarium compte d’autres édifices religieux, voués à des divinités liées à l’activité commerciale, comme le temple de Portunus élevé près du port et des entrepôts dont il est le protecteur.
Le culte d'Hercule revêt une grande importance à Rome et, d'après la légende de la fondation de la ville, c'est le seul culte d'origine grecque (Héraclès) que Romulus ait respecté,. Properce rapporte même que le nom de forum Boarium est lié au passage en ce lieu d'Héraclès menant le troupeau des bœufs volés à Géryon. Cette légende, même si sa rédaction peut être tardive, est probablement liée au rôle du forum dans le commerce des bestiaux. Les manifestations du culte herculéen, sous des formes diverses (dieu protecteur de l'olive, des conducteurs de troupeaux) et attestées par les vestiges archéologiques, sont très présentes sur le forum Boarium avec la fondation précoce du Très Grand Autel d'Hercule Invaincu ; elles sont parfois mises en relation avec la présence démontrée de marchands grecs sur le site avant même la fondation légendaire de Rome. Le forum Boarium, « zone commerciale et sacrée », peut ainsi être considéré comme le centre du culte d'Hercule à Rome.
Plus tardivement, au IIIe siècle, c'est le culte de Mithra, lui aussi lié au taureau, qui est célébré sur le « marché aux bœufs » après la transformation d'un bâtiment administratif proche du Circus Maximus et l'aménagement en sanctuaire souterrain (spelaeum) de son sous-sol.

## Historique
Il est assez difficile d'analyser chronologiquement le forum Boarium à partir de ses vestiges. Jusqu'à l'époque impériale, des bâtiments « récents » côtoient des édifices de la Rome royale, certains d'entre eux ayant même été, sur une période de plus de mille ans, reconstruits une ou plusieurs fois à l'identique après des démolitions programmées ou accidentelles et consécutives à des catastrophes naturelles. Il semble s'agir d'une volonté délibérée de préserver la mémoire historique du site, alors qu'un parti architectural s'adaptant au style en usage à l'époque des reconstructions aurait pu s'imposer. Ce mode opératoire ainsi que l'incorporation d'artéfacts anciens dans des remblais plus récents rendent plus compliquée la lecture des nombreuses strates archéologiques et les propositions qui en découlent sont toujours discutables.
Quelques repères chronologiques dans l'histoire du forum Boarium depuis la fondation légendaire de Rome.
■ Quelques dates de l'histoire de l'Antiquité et de Rome (GP : Guerre punique) 
■ Histoire architecturale du forum Boarium ■ Histoire événementielle du forum Boarium
(Les dates avant Jésus-Christ sont mentionnées de manière négative : -100 correspond à 100 av. J.-C.)
Les premières preuves d'occupation du site, au XIVe siècle av. J.-C., ne sont pas représentées.

### «Pré-histoire» romaine, fondation légendaire de Rome et rois étrusques
Une occupation humaine du site du forum Boarium, au moins dans sa partie septentrionale de l'aire de Sant'Omobono, est attestée dès la fin du Bronze moyen et du Bronze final (vers 1150 à 875 av. J.-C. pour l’Italie centrale) par la présence de tessons de céramique. Il est donc certain que le site de Rome est habité, de manière plus ou moins permanente, bien avant 753 av. J.-C., date de sa fondation légendaire qui veut que le panier en osier contenant Romulus et Rémus se soit échoué au pied même du Palatin, au bord d'un bras disparu du Tibre, à l'endroit où se situera plus tard le forum Boarium.

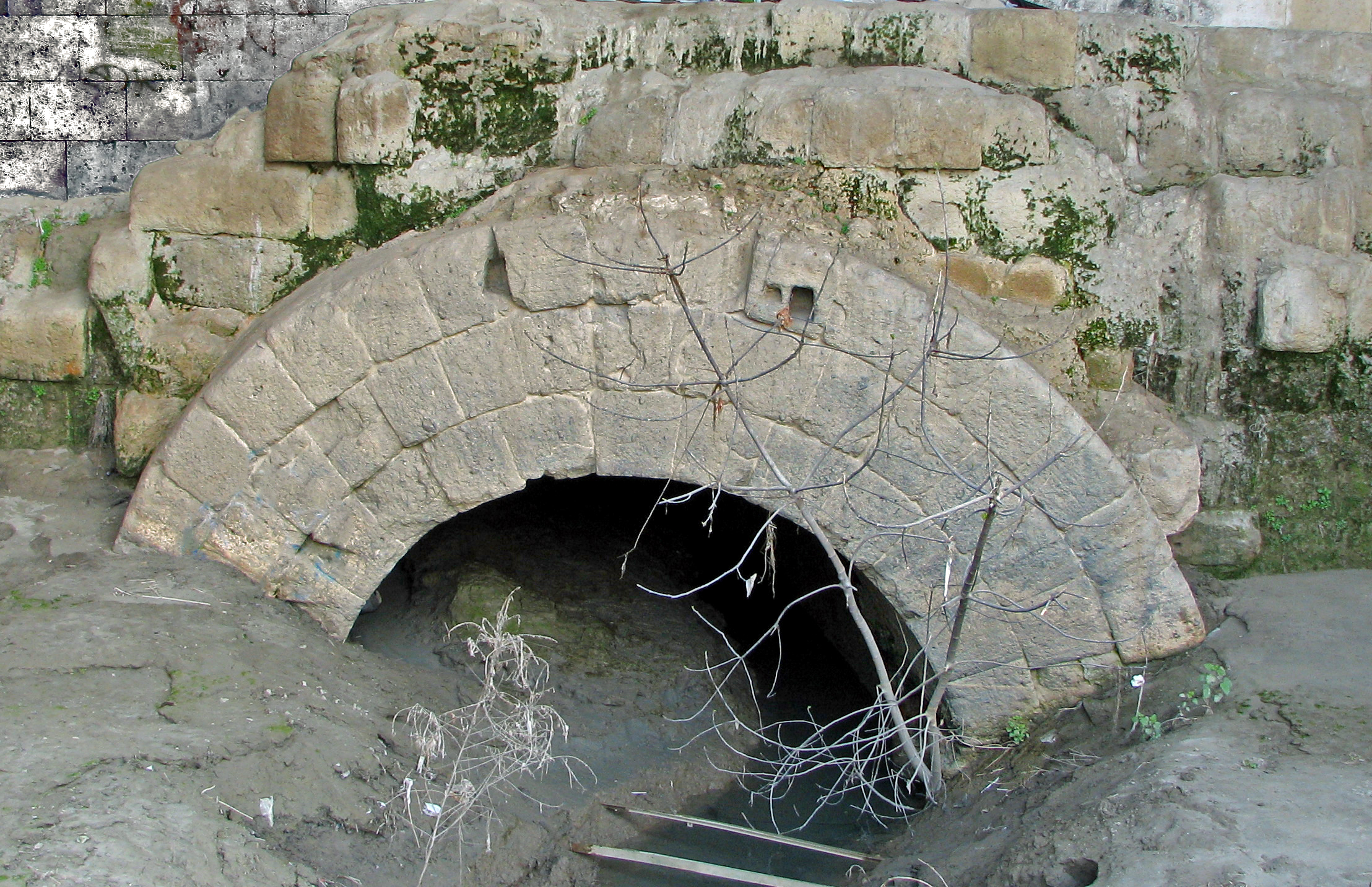
La Cloaca Maxima envasée à son débouché dans le Tibre.

Il semble que dès le VIIe siècle av. J.-C., des populations phéniciennes ou grecques, peut-être des marchands remontant le Tibre sur son cours ou ses berges, aient occupé l'emplacement du forum, qui revêt dès lors une grande importance sur le plan des activités commerciales et probablement religieuses qui s'y déroulent, : mais il est implanté dans une zone par moments inondée et toujours marécageuse, ce qui ne favorise pas son occupation permanente. La construction de la Cloaca Maxima, premier des grands travaux d'aménagement de Rome, est achevée sous le règne de Tarquin le Superbe entre 534 et 509 av. J.-C. ; elle assèche et assainit le secteur qu'elle traverse. La Cloaca Maxima, qui n'est pendant longtemps qu'un fossé à ciel ouvert — vers la fin du IIe siècle av. J.-C. il n'est en tout cas pas totalement couvert —, est l'objet de nombreuses modifications dans son tracé et son architecture, et son itinéraire originel est difficilement discernable. Ses plus anciens vestiges encore visibles sont attribuables à Agrippa.
Les premiers aménagements monumentaux du forum sont à mettre à l'actif des rois étrusques, à commencer par Servius Tullius. Un premier temple archaïque semble être construit vers 580 av. J.-C. au nord du forum, sur l'aire de Sant'Omobono au pied du Capitole. Peut-être trente ans plus tard, il est remplacé par le double temple à Fortuna et Mater Matuta. Au début du Ve siècle av. J.-C., c'est au tour du temple de Cérès, Liber et Libera de sortir de terre, non loin du Circus Maximus dont les premiers travaux d'édification ont déjà eu lieu. Vers la même époque, au nord du forum, les aménagements du Portus Tiberinus sur la rive gauche du fleuve vont de pair avec la construction de vastes horrea (entrepôts) et probablement avec l'édification du premier temple dédié à Portunus.

### République romaine

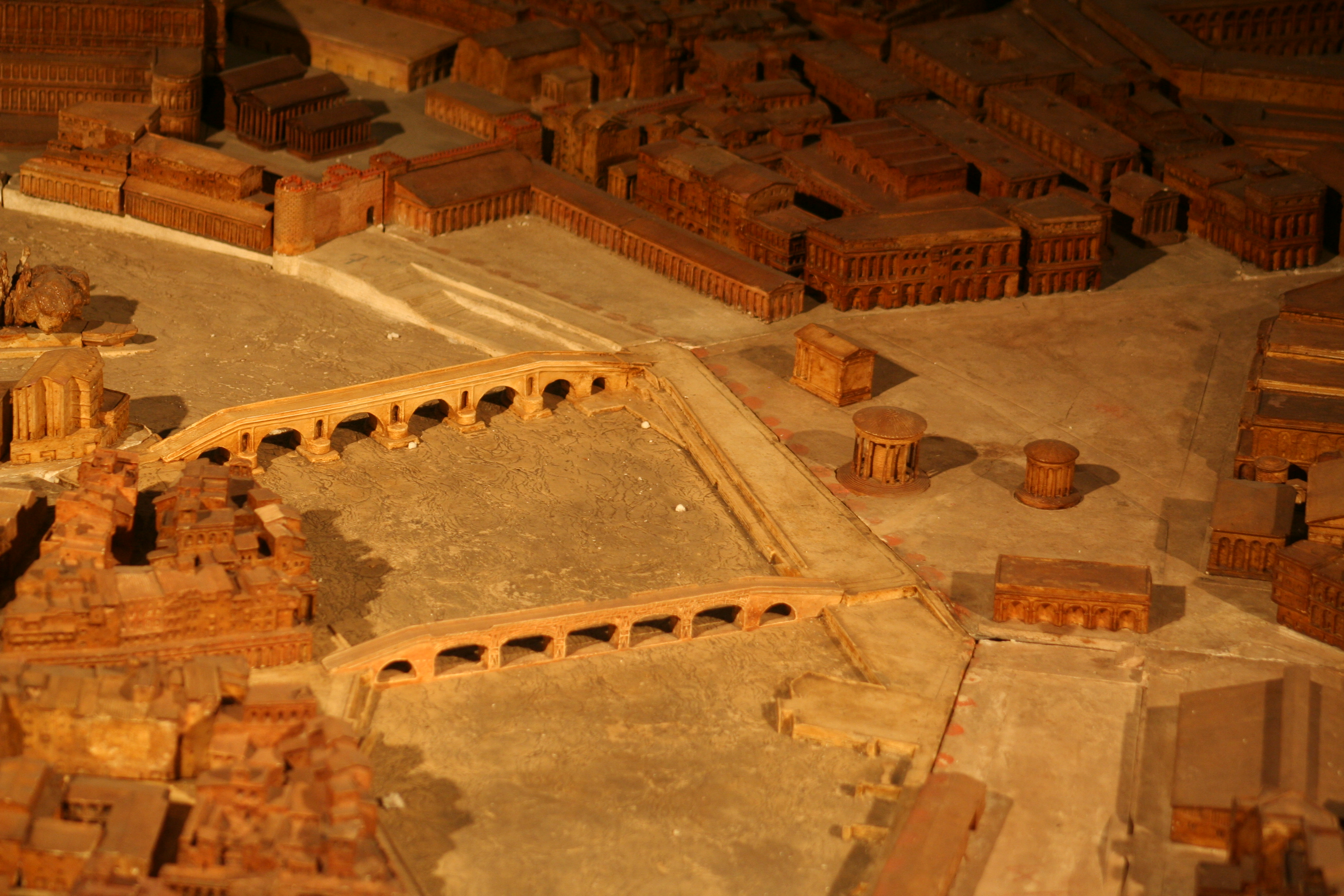
Le secteur du forum Boarium sur la maquette du Plan de Rome de Paul Bigot.

Sous la République romaine, les combats de gladiateurs se développent mais aucun édifice spécialement aménagé pour les accueillir n'existe : ils se déroulent alors généralement sur des places publiques. C'est ainsi que le forum Boarium accueille les premiers combats de gladiateurs en 264 av. J.-C., sous l’impulsion des deux fils de l’aristocrate Decimus Junius Brutus Pera, Marcus et Decimus, qui organisent un combat en hommage à leur père récemment décédé, avec trois paires d'esclaves pour combattants. Ces luttes, qui constituent un présent fait au défunt, font partie du rituel funéraire des grands aristocrates romains. Par la suite et en attendant la construction de structures dédiées spécialement aménagées, les combats se déroulent au Circus Maximus ou sur l'esplanade du forum romain.
En 216 av. J.-C., au début de la seconde guerre punique, après la défaite de Cannes et une consultation des livres sibyllins, quatre personnes sont emmurées vivantes sur le site, dans une crypte souterraine où elles finissent par mourir. Il s'agit de deux Gaulois (un homme et une femme) et de deux Grecs (un homme et une femme). L'évènement est rapporté par Tite-Live. Faute de fouilles archéologiques dans le secteur, il n'est pas possible de supposer le lieu exact de la cérémonie ou de la construction de la crypte souterraine. Deux autres cérémonies similaires se sont peut-être déroulées en 228 av. J.-C. et 114 av. J.-C..
Le forum Boarium est détruit en 213 av. J.-C. par un incendie, mais reconstruit dès l’année suivante. Un nouvel incendie se déclare en 192 av. J.-C., année où Rome connaît aussi un séisme, peu destructeur il est vrai, et des crues majeures du Tibre. Les dévastations qui en résultent sont certainement l'occasion pour les dirigeants romains de renouveler la parure monumentale du forum (port et entrepôts, pont Æmilius, temples à Fortuna et Mater matuta, temple de Portunus, Ara Maxima, Æedes Æmiliana Herculi), bien que les reconstructions aient souvent lieu à l'identique.
Des boutiques sont construites sous des successions de portiques dans le premier quart du IIe siècle av. J.-C., principalement le long des voies, formant des sortes de galeries marchandes. La fin de la troisième guerre punique est marquée par l'érection de l'Aedes Æmiliana Herculis dont la localisation sur le forum est incertaine. Vers 75 av. J.-C., la reconstruction du temple à Portunus, le dieu du port, réaffirme, malgré sa vocation religieuse, le rôle économique du forum.

### Empire romain

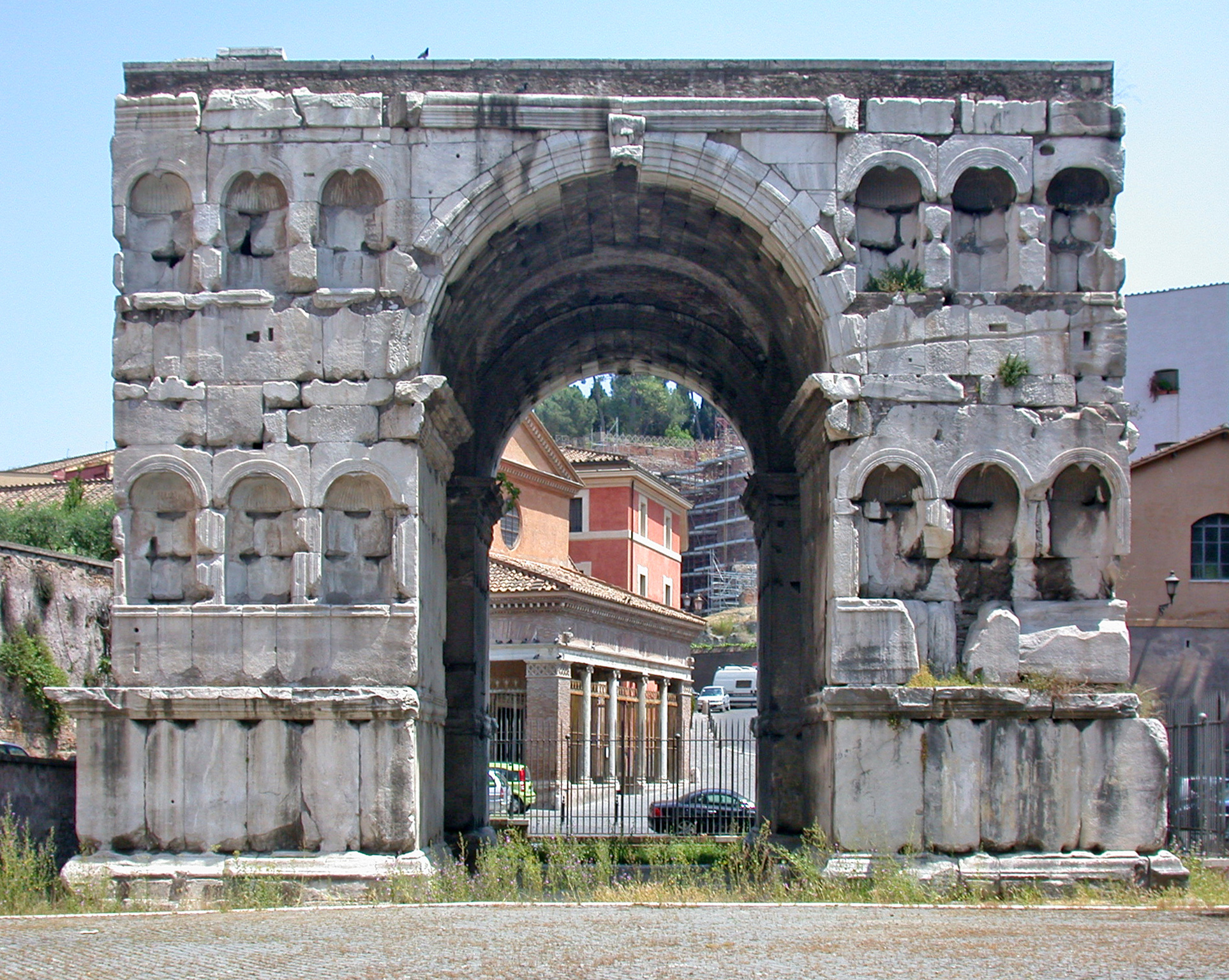
Arc de Janus.

Une inondation du Tibre en l'an 15 emporte le pont Æmilius, puis l'incendie de Rome en 64 — le feu parti du Circus Maximus gagnant le forum Boarium puis d'autres quartiers de Rome — provoque de gros dégâts aux bâtiments du forum Boarium ; des réparations ou des reconstructions s'imposent. Sous l'Empire, la fonction commerciale du forum semble prendre le pas sur son rôle religieux, malgré l'aménagement tardif d'un mithraeum. Les monuments édifiés alors, statio Annonae sous Auguste, arc de Septime Sévère en 204 et arc de Janus au IVe siècle, sont liés à ces activités prépondérantes. L'époque impériale (règne de Trajan) est également marquée par la reconstruction des entrepôts.
À partir du IIIe siècle, sous le règne de l'empereur Gordien III, les aménagements d’espaces verts se multiplient à Rome et il est possible de se rendre du forum Boarium jusqu'au Mons Pincius au nord en ne traversant que des jardins.
Avec l'affirmation du christianisme à Rome au début du IVe siècle, des temples, comme celui de Portunus, sont désaffectés.

### Du Moyen Âge à l'époque contemporaine
Les deux temples d'Hercule Olivarius et de Portunus sont transformés en églises chrétiennes, ce qui les préserve de la destruction, même si cette nouvelle affectation n'intervient que vers le VIIe siècle au plus tôt et que leur histoire jusqu'à cette période est inconnue. À l'époque contemporaine, les temples d'Hercule Olivarius et de Portunus sont d'ailleurs parmi les mieux conservés de toute la Rome antique, au point que certains historiens les qualifient de « bibelots ».
Les temples de Fortuna et Mater Matuta laissent place à une église construite sur leurs substructions, peut-être dès le VIe siècle, mais c'est vers la fin du XIVe siècle qu'une nouvelle église est édifiée sur le site, dédiée en 1575 à Omobono de Crémone.
L'Ara Maxima devient le soubassement de l'église Santa Maria in Cosmedin, construite à l'initiative d'une colonie grecque installée sur le forum au VIe siècle. Cette population grecque met également en place une diaconie pour organiser la distribution du blé et son prix, réutilisant les locaux de la statio Annonae et assurant la persistance de la fonction commerciale du forum par le même groupe d'origine grecque qui en a été à l'origine mille trois cents ans plus tôt. Au VIIIe siècle, les colonnes corinthiennes du bâtiment de la diaconie sont réutilisées lors de l'agrandissement de l'église. Un dessin de 1962 tiré d'un plan de 1551 mentionne l'église sous le nom de schola greca.
Aux XIXe et XXe siècles, les principaux monuments (temples de Portunus et d'Hercule Olivarius) sont dégagés par la destruction des bâtiments qui les entouraient et mis en valeur au sein de la moderne et touristique Pazza della Bocca della Verità. Le port fluvial disparaît dans l'aménagement des lungoteveri (voies sur berges longeant le Tibre) à partir de 1876, après qu'une inondation du Tibre a ravagé le forum en 1870, et dans les années 1930, la construction des bâtiments de l'état civil de Rome finit de recouvrir l'emplacement des horrea.

Bâtiments romains modernes construits sur des aménagements antiques du forum Boarium.
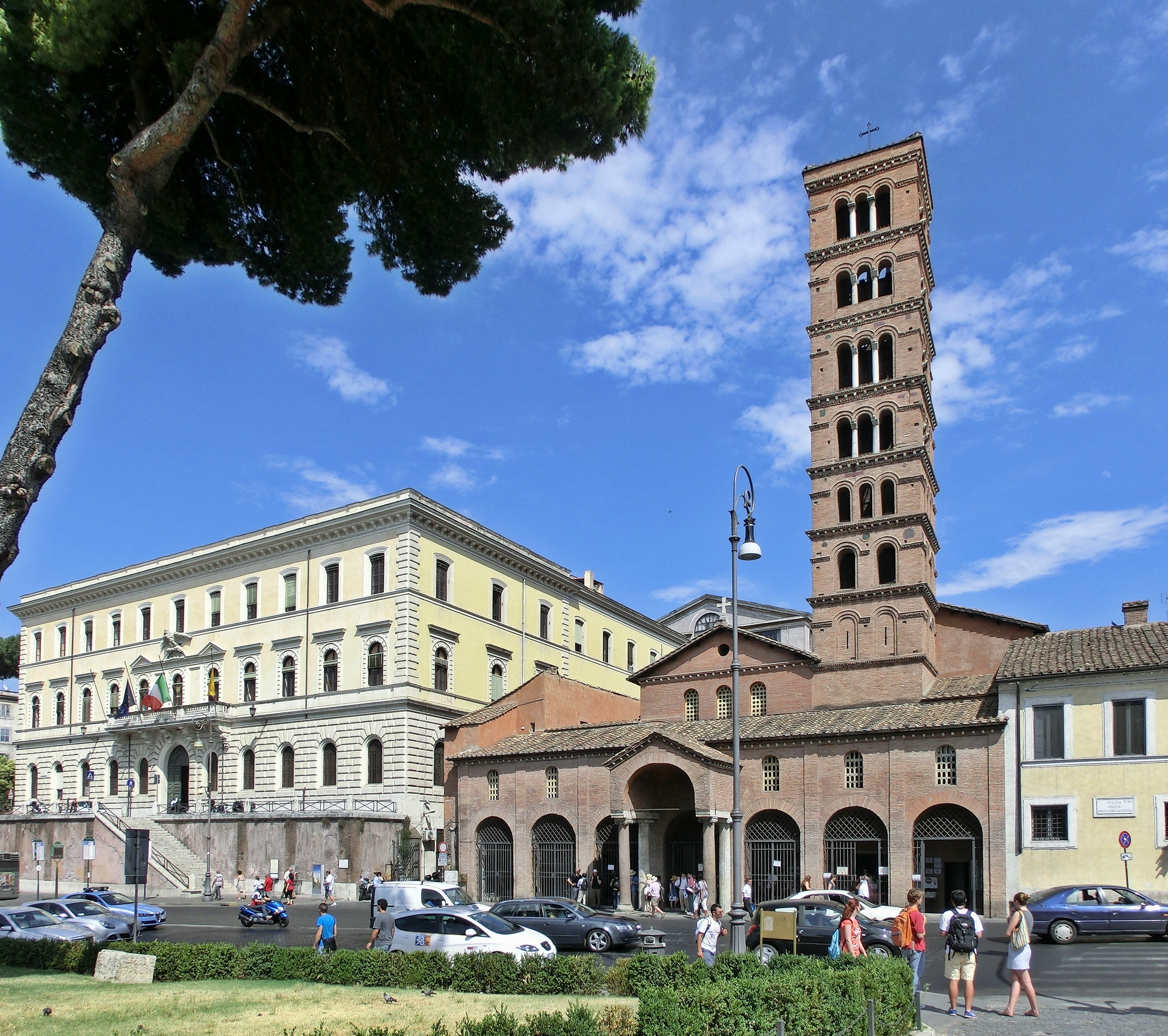
Église Santa Maria in Cosmedin.
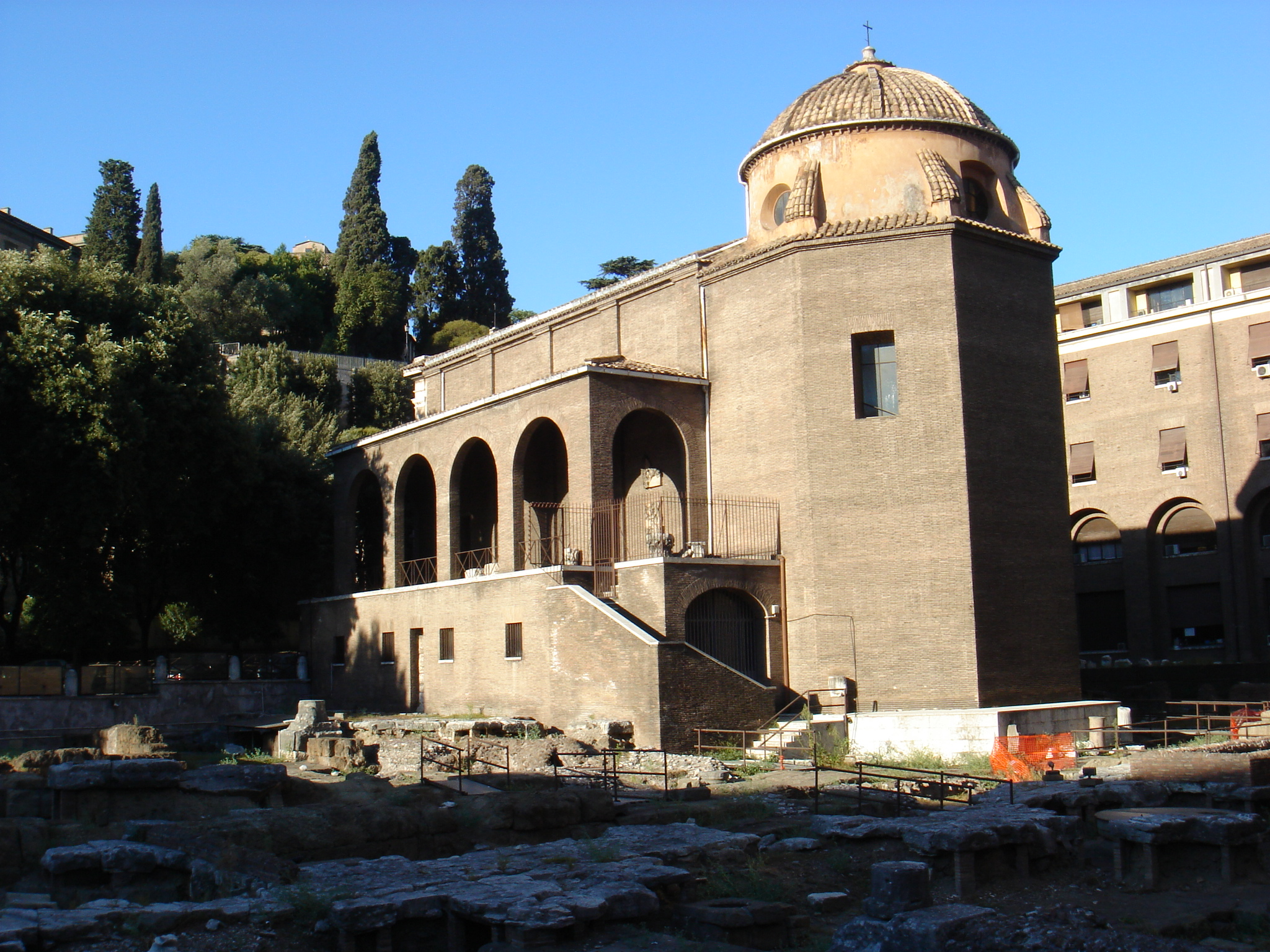
Église de Sant'Omobono.
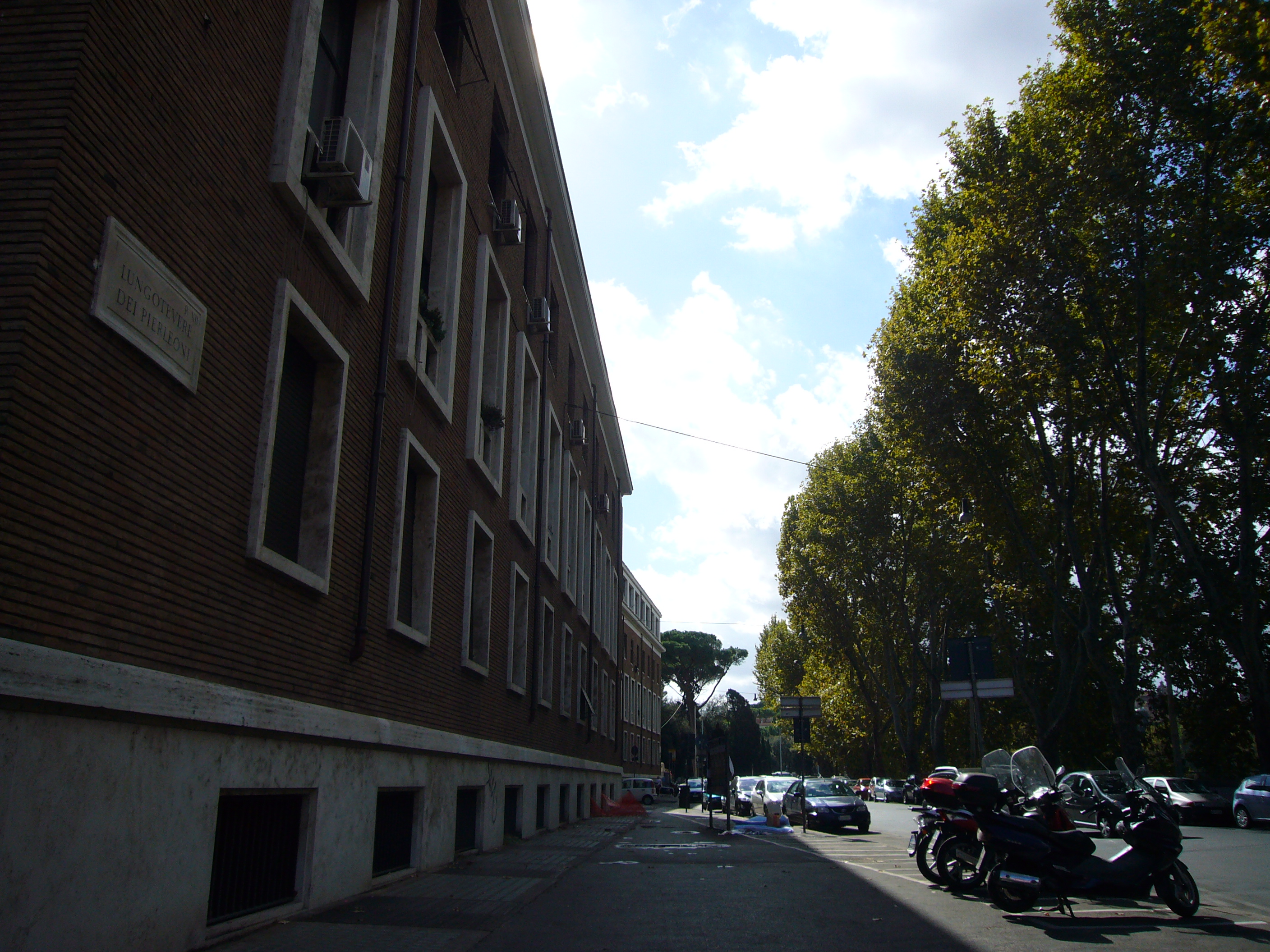
Bâtiment de l'état-civil et lungotevere.

## Monuments et aménagements

### Temples

#### Sanctuaires dédiés à Hercule
Les nombreuses interprétations possibles des textes anciens et la difficulté à localiser certains monuments ont conduit à des confusions quant au nombre et à l’appellation des sanctuaires dédiés à Hercule sur le forum Boarium, notamment dans le périmètre restreint de sa partie sud-est, aux approches du Circus Maximus. Si le temple à Hercule Olivarius, encore presque intact, est bien identifié, les autres sanctuaires attestés sont le Très Grand Autel d'Hercule Invaincu ou Ara Maxima réduit à l'état de vestiges dans la crypte de l'église Santa Maria in Cosmedin ainsi que l'Aedes Æmiliana Herculis, temple probablement circulaire disparu et dont l'emplacement précis, sans doute dans l'environnement du cirque Maxime, au nord de l'église médiévale Santa Maria in Cosmedin, est incertain. Vitruve mentionne un autre sanctuaire, de style étrusque, l'Aedes Pompeiana Herculis, mais il semble qu'il s'agisse d'un autre nom attribué au Très Grand Autel d'Hercule Invaincu ; il se trouverait en tout cas, lui aussi, à l'emplacement de Santa Maria in Cosmedin.

##### Temple d'Hercule Olivarius
Le temple d'Hercule Olivarius (Hercule étant le protecteur du commerce de l'olive et sa massue légendaire étant confectionnée dans un tronc de cet arbre), parfois dénommé temple d'Hercule Victor (le victorieux), à ne pas confondre avec le Très Grand Autel d'Hercule Invaincu, est un péristyle circulaire avec une série de 20 colonnes de style corinthien — il ne reste plus que la base de l'une d'entre elles — autour d'un naos cylindrique. Le style du temple, issu de l'influence architecturale grecque tardive, est réalisé en pentélique par un architecte grec. Ces partis architecturaux sont en rupture avec les préconisations de Vitruve qui recommande de recourir au style dorique pour des temples consacrés à ce type de divinité,. Ces éléments supportaient à l'origine une architrave et un toit qui ont disparu ; l'une des colonnes et certains chapiteaux sont également perdus. Le temple d'Hercule Olivarius, construit au IIe siècle av. J.-C., est le plus ancien bâtiment en marbre conservé à Rome.
Sa forme ronde fait tout d'abord penser qu'il est consacré à Vesta,,. Il est restauré de manière importante au début du Ier siècle, peut-être après l'inondation de l'an 15. Comme pour le temple de Portunus, son implantation non loin du Tibre et du port est significative.
Après que le christianisme est devenu la religion officielle de l'Empire romain, le temple d'Hercule Olivarius est transformé en église sous l'un de ces trois noms : Saint-Étienne [-le-Rond], Saint-Étienne-des-Carrosses, ou bien encore Sainte-Marie-du-Soleil. Cette transformation permet de sauvegarder en grande partie l'édifice jusqu'à l'époque contemporaine.

Le temple d'Hercule Olivarius.
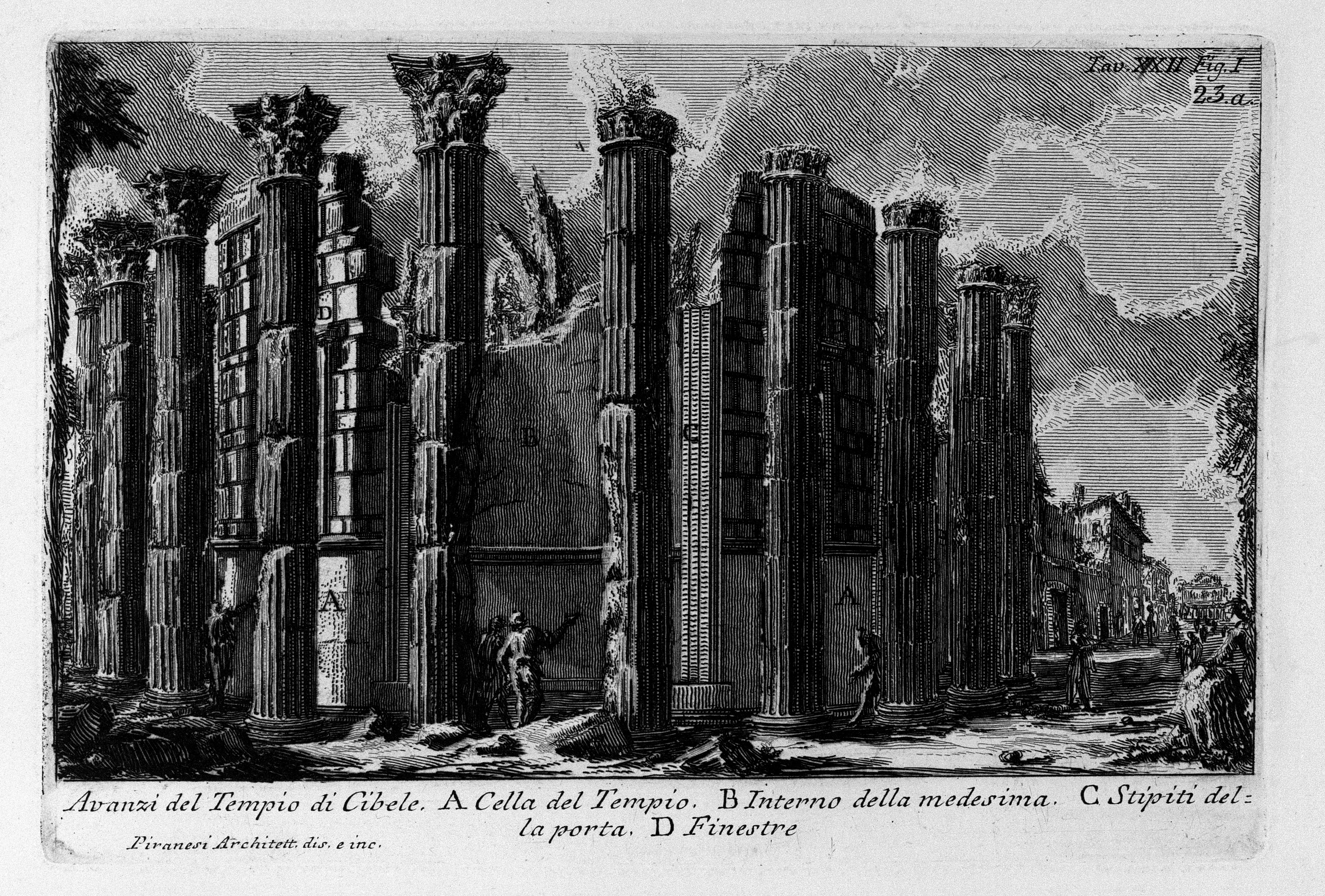
Dessin de Piranèse (v. 1750) suggérant l'état du temple avant sa transformation en église.
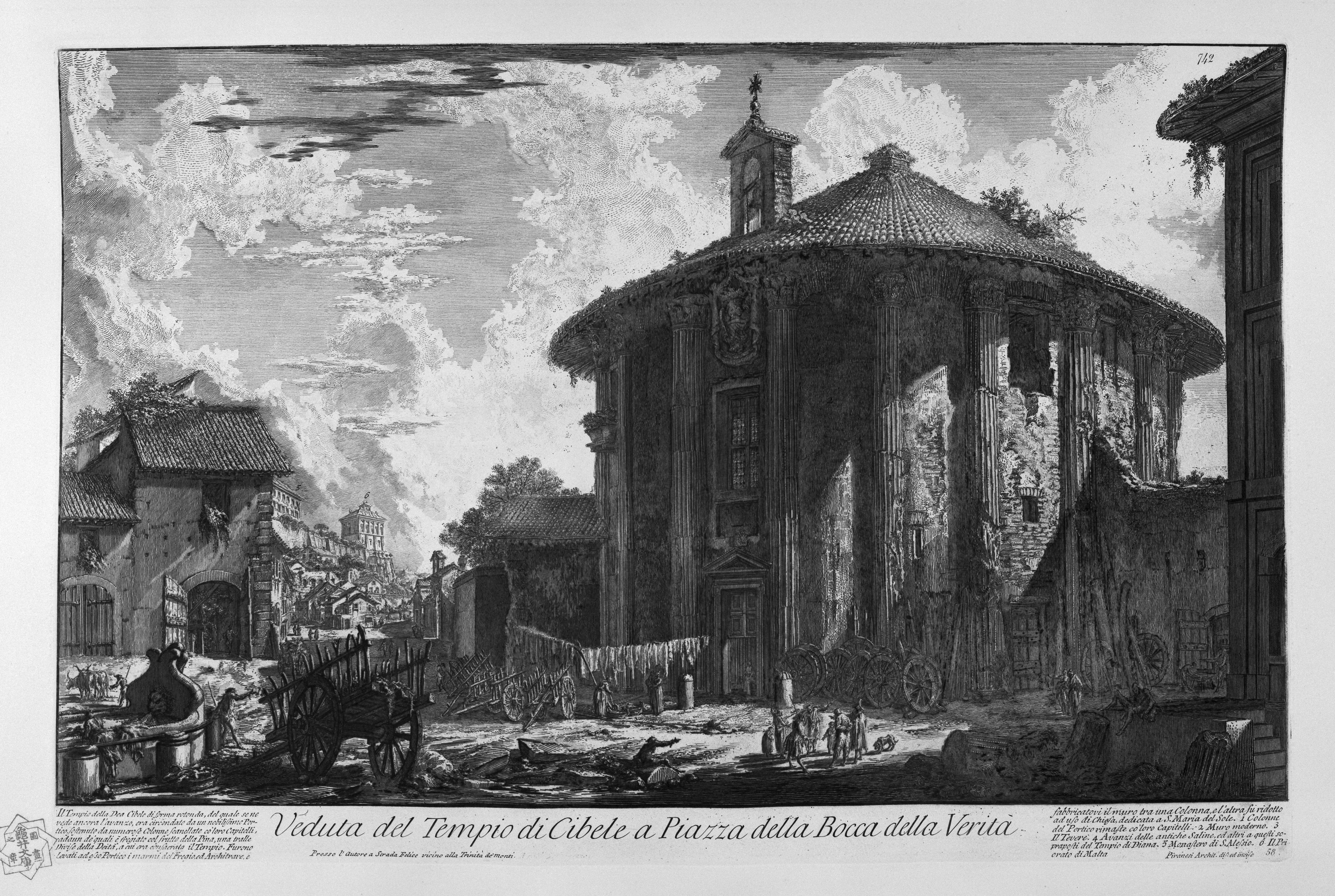
Dessin de Piranèse (v. 1750) montrant le temple transformé en église.
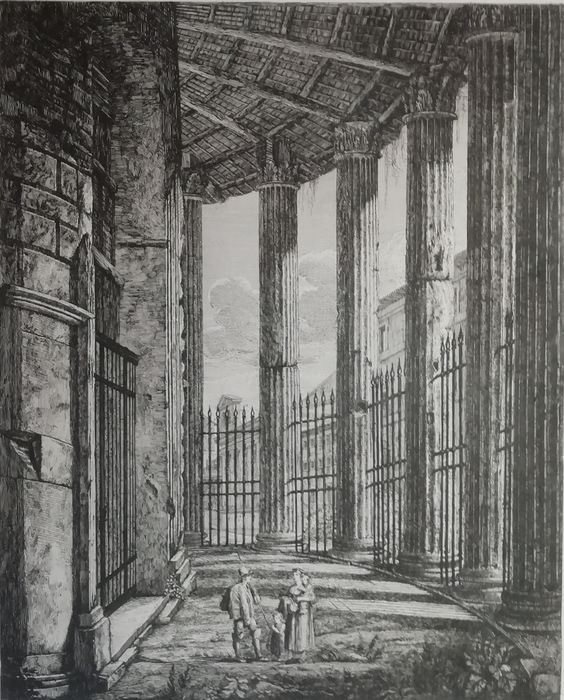
Dessin de Luigi Rossini (v. 1826).
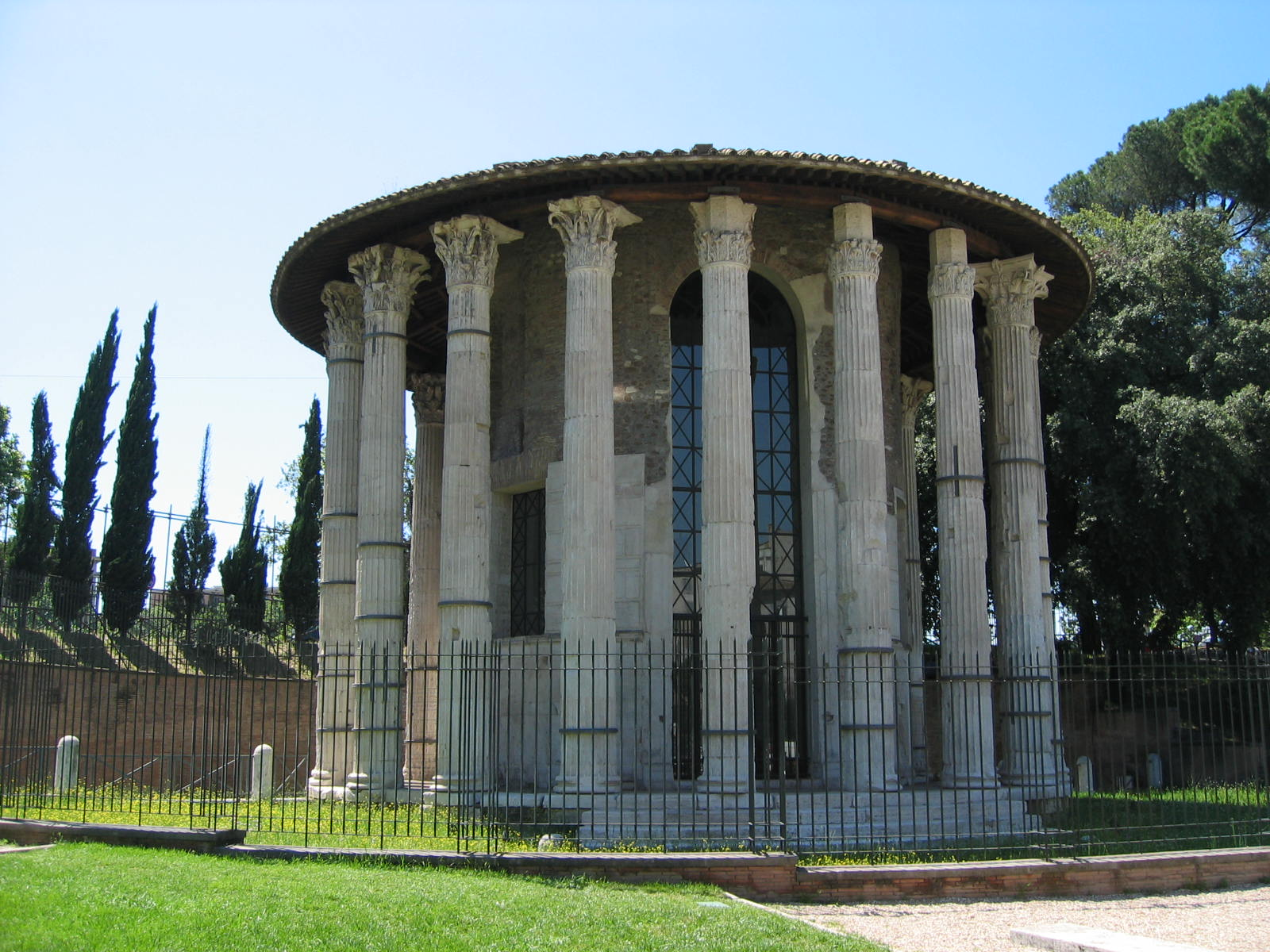
Vue côté sud-est.
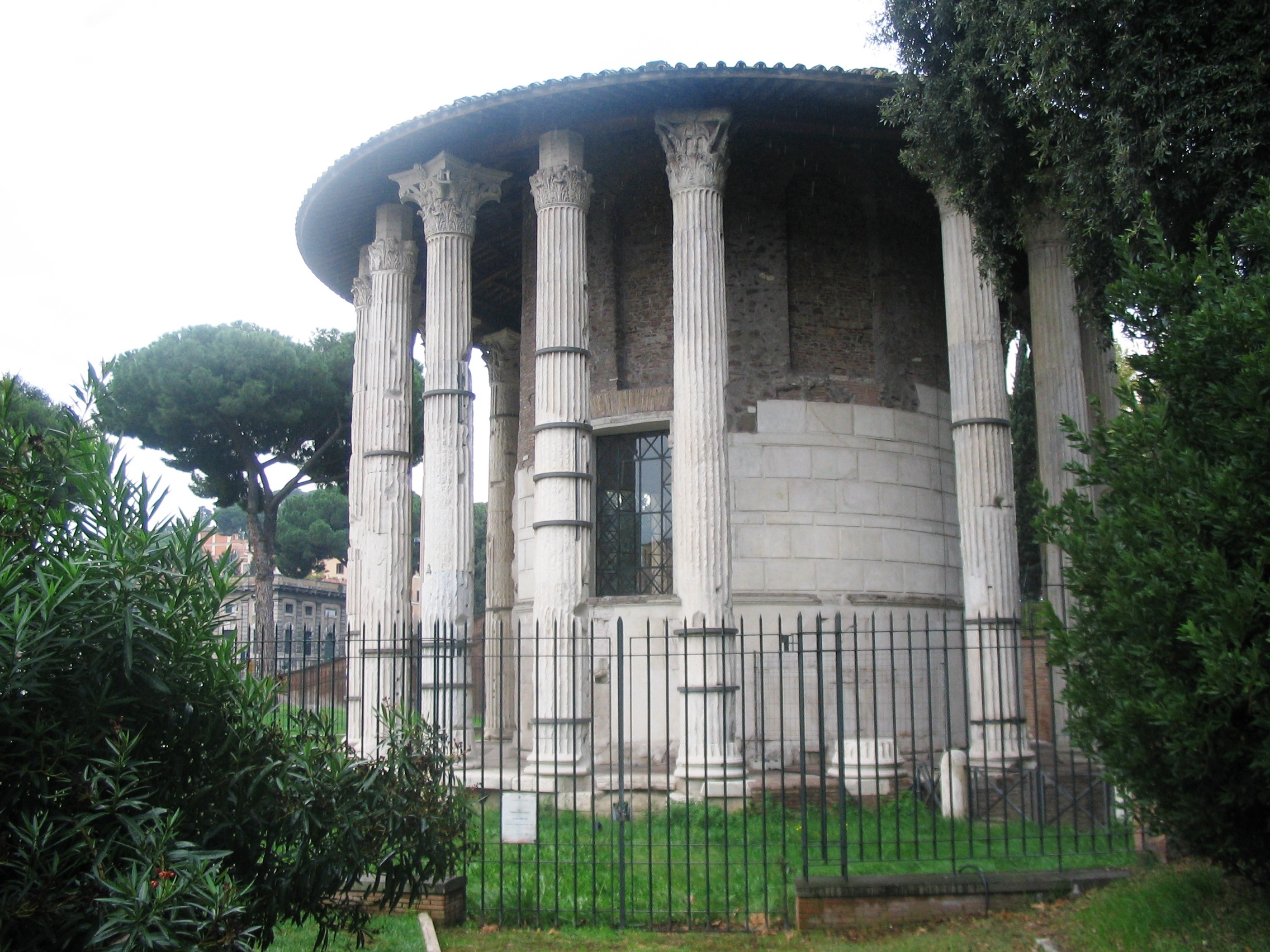
Vue côté nord-est avec l'emplacement de la colonne disparue.
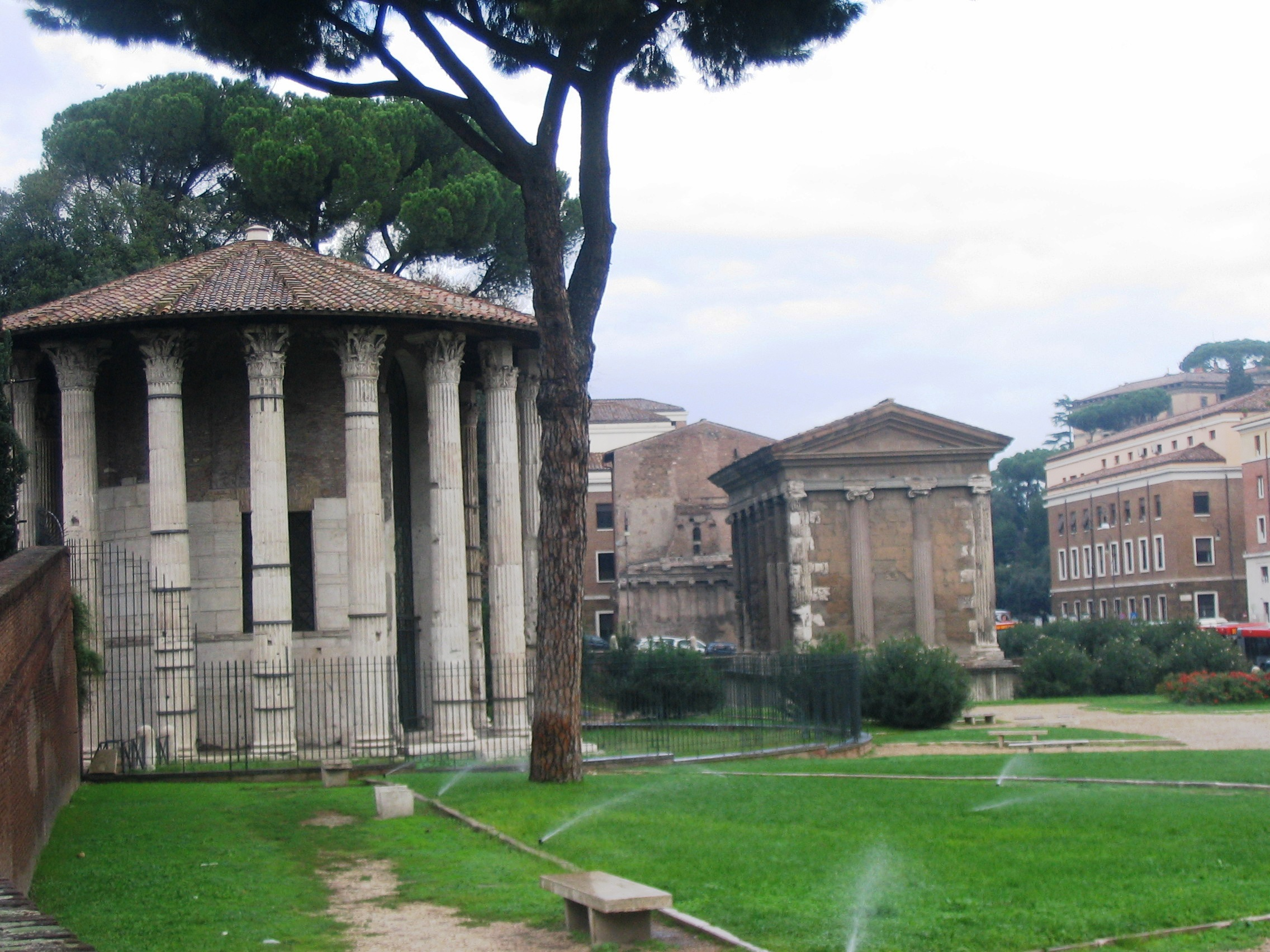
Temples d'Hercule Olivarius (premier plan) et de Portunus (arrière-plan).

##### Très Grand Autel d'Hercule Invaincu
| Image externe |                                                                          |
|               | Ara Maxima (temple de droite) sur District touristique Dea di Morgantina |

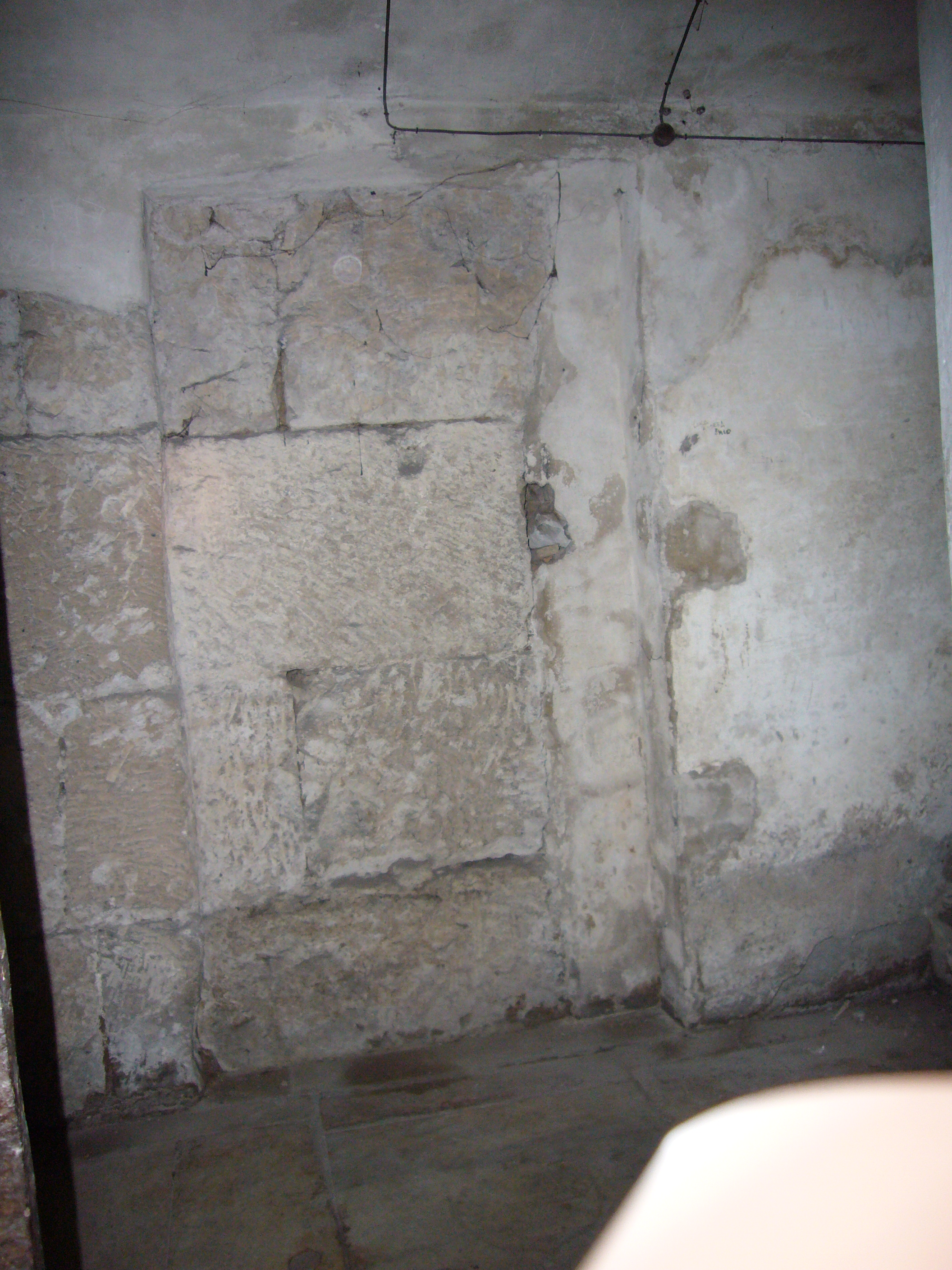
Vestiges du Très Grand Autel d'Hercule Invaincu.

L'emplacement du Très Grand Autel d'Hercule Invaincu (Ara Maxima), qu'évoque Virgile dans l'Énéide, est connu par quelques rares vestiges et par l'épigraphie, même si les textes des auteurs anciens qui le mentionnent peuvent être l'objet de plusieurs interprétations. Édifié au début du Ve siècle av. J.-C. — c'est, chronologiquement, le plus ancien monument de Rome consacré à Hercule —, détruit pendant le grand incendie de Rome en 64, il est reconstruit avant la fin du Ier siècle. Jusqu'à la fin du IVe siècle av. J.-C., le culte est privé et c'est Appius Claudius Caecus qui le rend public en 312 av. J.-C.. Sa dédicace à Hercule, protecteur des troupeaux, souligne l'importance accordée aux bœufs sur le forum. Il pourrait également, si l'hypothèse d'une construction plus ancienne (VIIe siècle av. J.-C.) est retenue, être lié au commerce du sel en provenance des marais salants (Campus salinarum) de l'embouchure du Tibre,, dont les circuits de transport par les bergers de la Sabine en transhumance passaient par le forum Boarium. Au pied de l'Aventin, sur la rive du Tibre, un secteur garde longtemps le nom de Salinae.
En Sicile, l'une des mosaïques de la villa romaine du Casale représente le Circus Maximus et, près de celui-ci, trois temples étrusques dont l'un est assimilé à l'Ara Maxima. Une figuration d'Hercule combattant, dans le temple, permet cette identification. C'est la seule proposition de restitution du monument dans son ensemble, pour schématique qu'elle soit, qui semble exister. Les soubassements du temple, des blocs de tuf volcanique de l'Aniene, sont utilisés lors de l'édification de l'église Santa Maria in Cosmedin et sont visibles dans sa crypte,.

##### Aedes Æmiliana Herculis

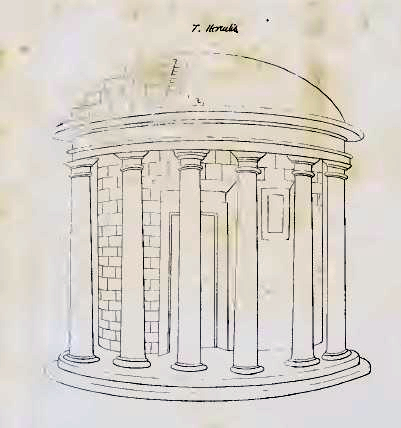
L'Aedes Æmiliana Herculis par Baldassarre Peruzzi.

Dans le même secteur du forum, Scipion Émilien, l'un des vainqueurs de la bataille de Corinthe, aurait fait ériger en 142 av. J.-C. l'Aedes Æmiliana Herculis, un temple rond, tholos à crépis de style grec,, complété par une colonnade dorique ou toscane et décoré de fresques peintes par Pacuvius, que plans et maquettes localisent au sud-est du temple d'Hercule Olivarius.
Il semble représenté sur un dessin de Baldassarre Peruzzi (début du XVIe siècle), plusieurs fois reproduit, et dont l'imprécision — le dessin n'est pas coté, Peruzzi ne cite pas ses sources — ne permet pas d'être affirmatif sur l'aspect réel du monument. Le temple est probablement détruit sous le pontificat de Sixte IV au XVe siècle ; la statue en bronze doré de l'Hercule du Forum Boarium, déjà mentionnée en 1510 dans les collections du Palais des Conservateurs dont elle fait toujours partie, semble provenir de ce sanctuaire ; elle aurait été récupérée dans ses décombres au moment de sa démolition.

#### Temple de Portunus
La dénomination de ce temple a varié au cours des âges. Connu sous le nom de « temple de la Fortune virile » au XVIe siècle, « temple de la Pudeur » au XVIIe siècle, « temple de Mater Matuta » au XIXe siècle, c'est finalement tardivement, au milieu des années 1920, que sa dédicace à Portunus, le dieu du port et protecteur des entrepôts de grain, est définitivement affirmée.
Le temple de Portunus est un bâtiment rectangulaire de style ionique, construit en l'honneur du dieu du port fluvial. Il se présente comme une réplique du temple de Saturne, mais de taille réduite. Il est composé d'un portique de style classique et d'un naos élevé sur un podium, auquel on accède par une série de marches modernes, remplaçant l'escalier antique détruit. Les colonnes ioniques du portique sont indépendantes, tandis que celles situées sur les faces latérales et arrière de la cella sont engagées dans les murs dont elles font partie intégrante. Le bâtiment est construit en tuf pour les premières assises de son élévation et en travertin pour la plupart des parements ainsi que les colonnes, avec une surface recouverte de stuc imitant le marbre, pour harmoniser son apparence avec celle du temple à Hercule Olivarius, voisin. Des vestiges de son péribole existent à l'est du monument principal.
Le temple est sans doute construit au IVe ou au IIIe siècle av. J.-C., puis remanié à plusieurs reprises jusqu'à sa reconstruction complète sur un sol rehaussé de plusieurs mètres vers 75 av. J.-C.,. Il est désaffecté au IVe siècle mais à partir du IXe siècle, l'édifice est transformé en église sous l'appellation Sainte-Marie-de-Gradellis (1290), puis sous celle de Sainte-Marie-l'Égyptienne (1492),. Le bâtiment est restauré à plusieurs reprises entre 1571 et 1723. La sauvegarde de cet édifice est en grande partie due à sa transformation en église, même si cette opération s'est accompagnée d'un réaménagement complet de l'intérieur de la cella, au point qu'il devient un modèle pour les architectes de la Renaissance cherchant à reproduire les canons des constructions antiques. Les travaux réalisés dans la première moitié du XXe siècle (dégagement du temple, restauration) font progresser de manière significative les connaissances sur l'histoire et l'architecture du monument.

Le temple de Portunus.
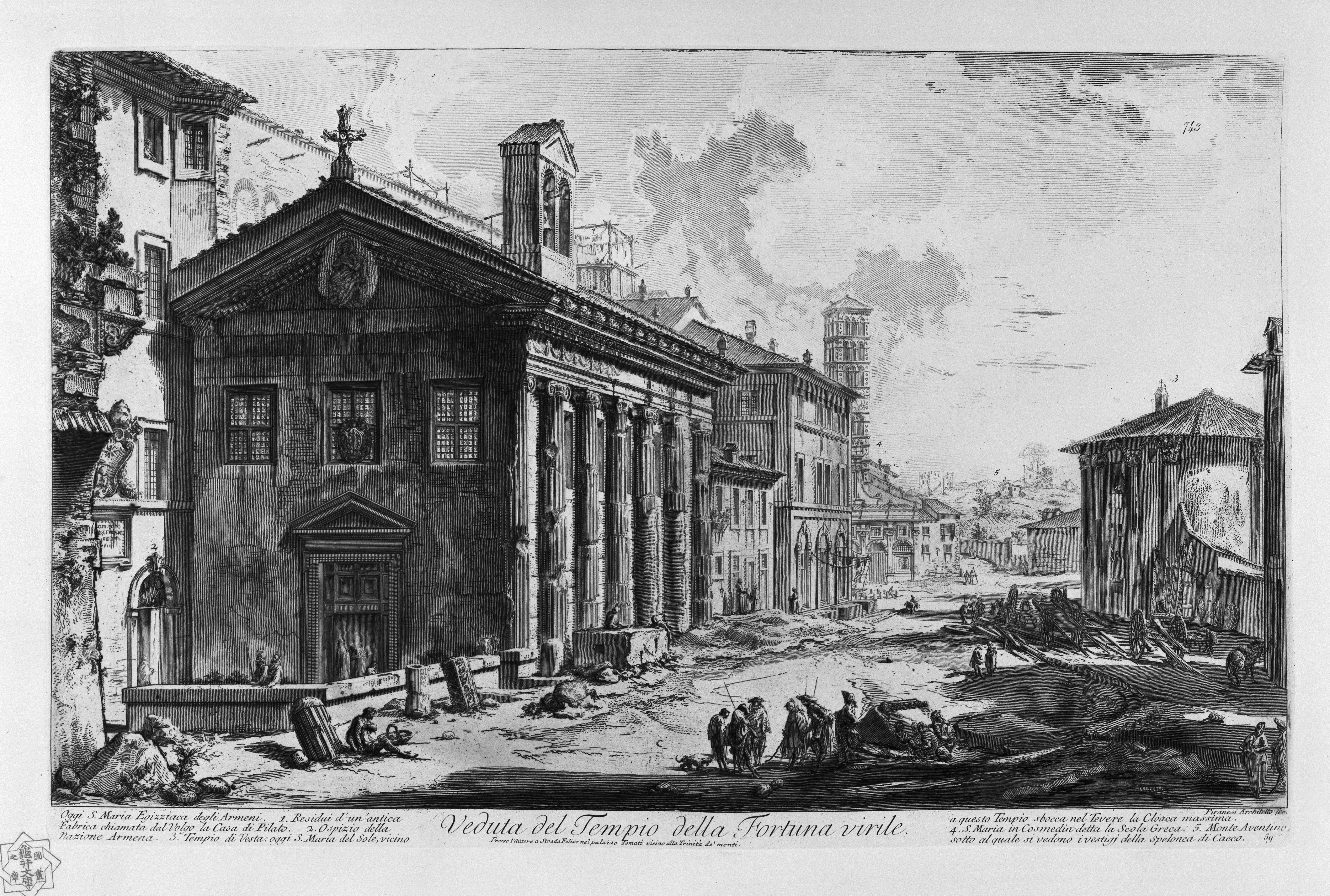
Dessin de Piranèse (v. 1750).
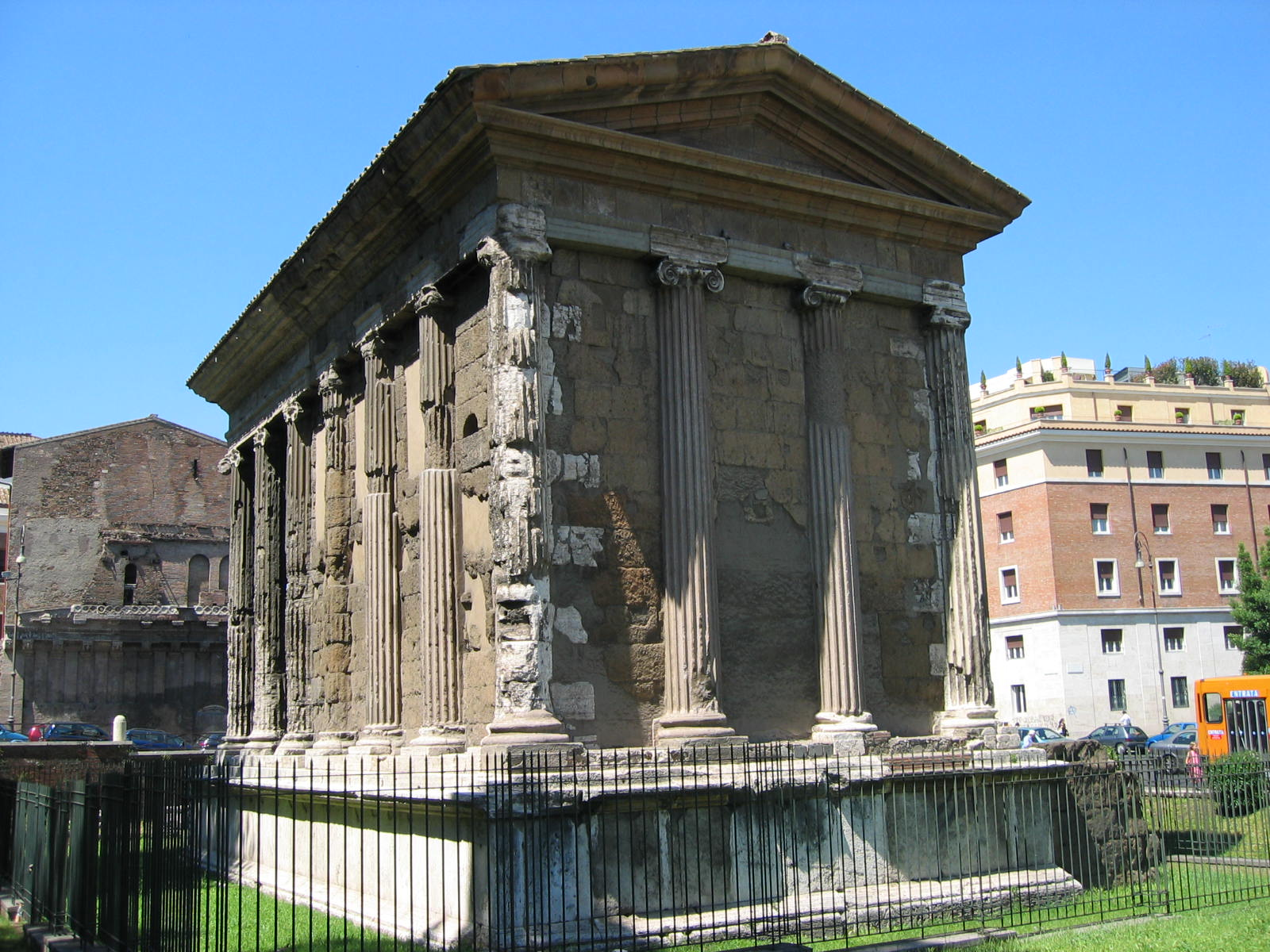
Façade sud.
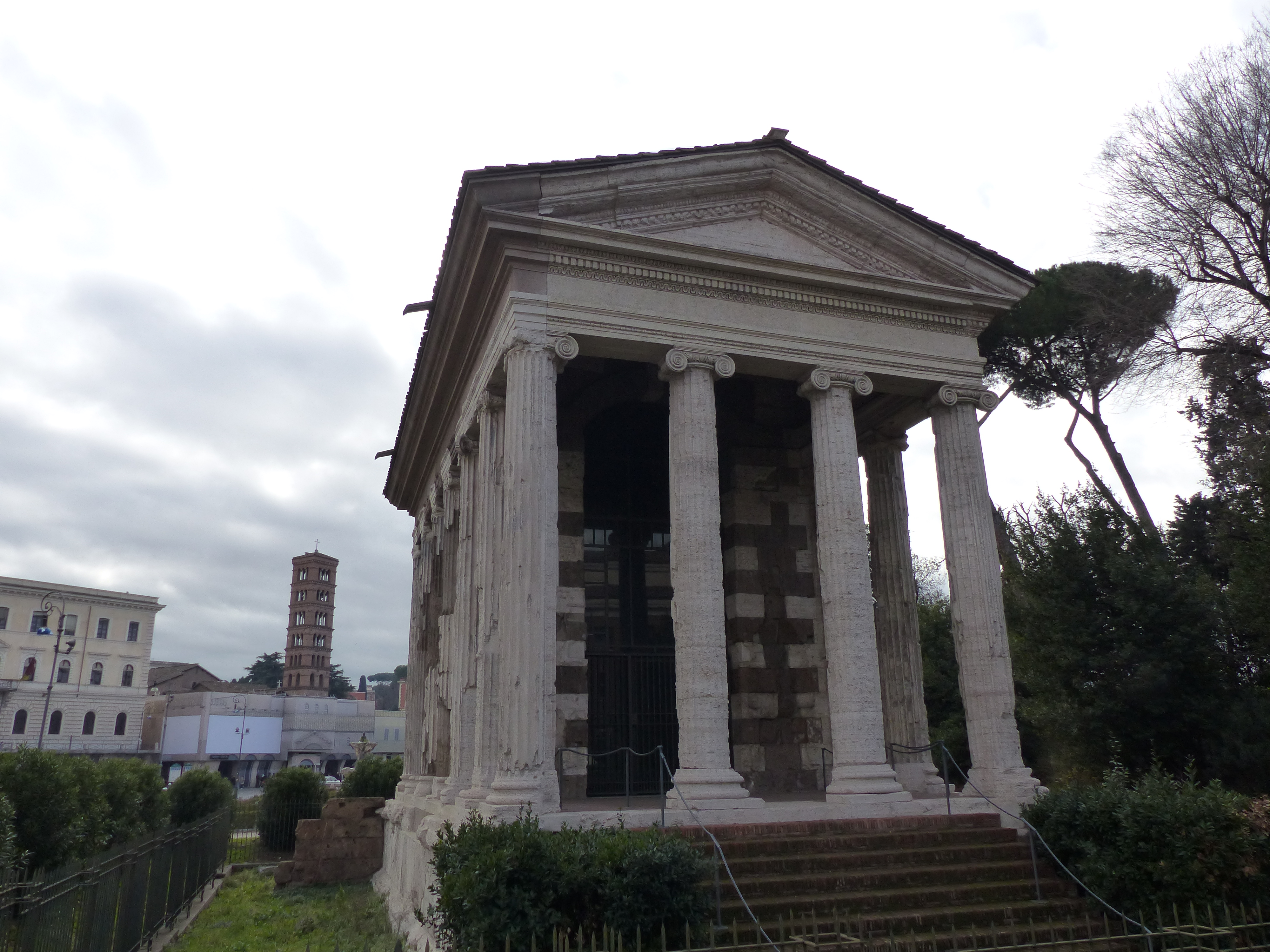
Façade nord.
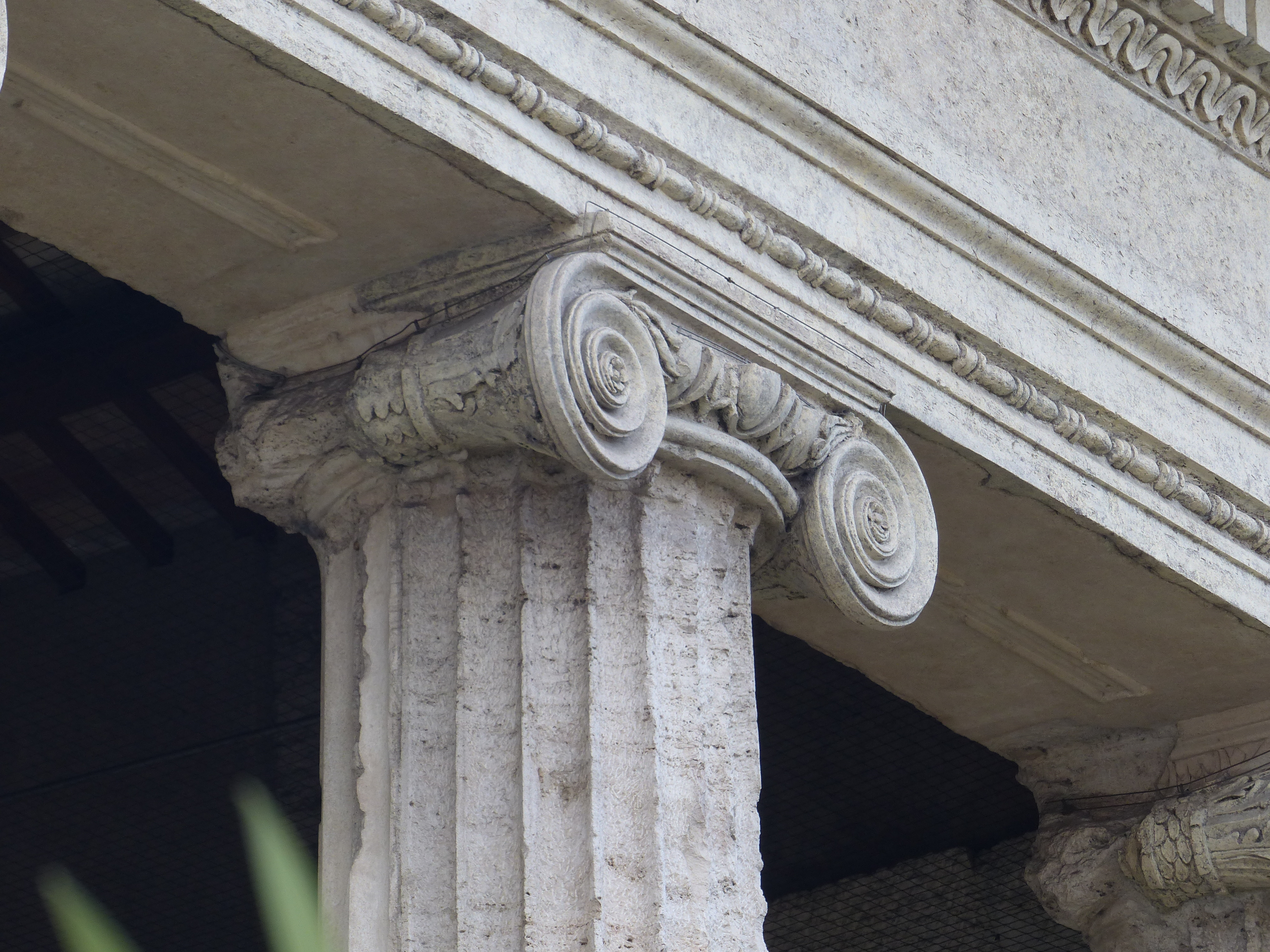
Détail de la colonnade caractéristique du style ionique.
1 : Pronaos 2 : Cella 3 : Fronton 4 : Escalier 5 : Podium

#### Temple de Cérès, Liber et Libera

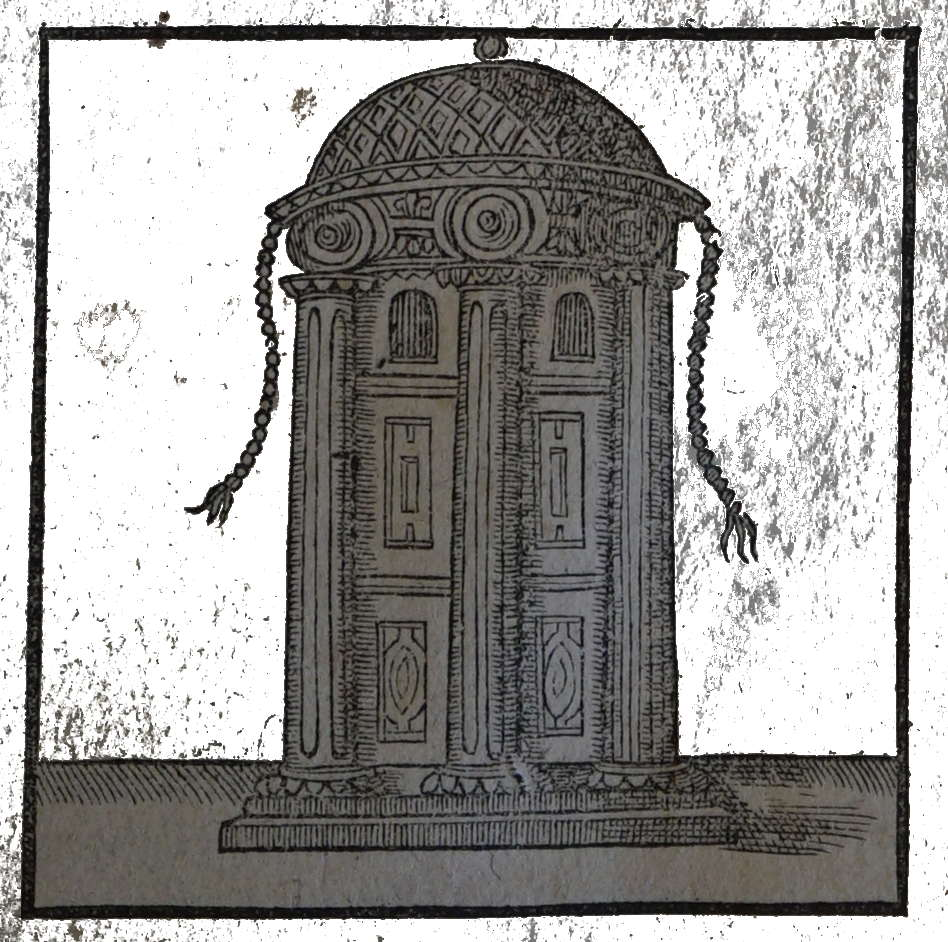
Temple de Cérès, Liber et Libera d'après Tite-Live.

Le temple de Cérès, Liber et Libera est construit, selon la tradition, au tout début du Ve siècle av. J.-C. à l'instigation du dictateur Aulus Postumius. Il accueille sous la République le bureau des édiles et les archives de la plèbe. Détruit par l'incendie du Circus Maximus en 31 av. J.-C., il est reconstruit sous Auguste. Il n'existe aucun vestige de ce temple et sa localisation précise reste incertaine, les textes anciens qui le mentionnent pouvant se prêter à plusieurs interprétations, mais il semble pour autant avoir été construit non loin du Circus Maximus. Certains auteurs penchent pour une localisation proche des carceres du cirque, donc sur le forum Boarium,. Pour d'autres, le temple est situé sur les pentes de l'Aventin, donc hors du forum,.
Selon Pierre Boyancé dans une étude qu'il consacre en 1972 au culte de Cérès à Rome, il s'agit d'un temple de style étrusque mais de décoration grecque et Cicéron le trouve « très beau et très somptueux ». Il renferme en outre un tableau représentant Bacchus et attribué à Aristide de Thèbes, conquis lors de la bataille de Corinthe ; ce tableau fut exposé dans le temple comme un trophée, mais il a été perdu.

#### Temples à Fortuna et Mater Matuta
Des fouilles menées en 1959 sous l'aire de Sant'Omobono, au pied du Capitole, ont permis de révéler avec exactitude l'emplacement du temple. Les zones de fouilles précédentes étaient situées plus au sud. En 1988, seule une petite partie de la période archaïque du monument est révélé puisque le podium des temples de la période républicaine a été construit sur le bâtiment de l'époque archaïque. La datation de la partie archaïque est rendue possible par la présence de céramiques grecques en abondance.
Un double temple à deux cellae identiques desservies par un escalier commun, dédiés l'une à Fortuna (A) et l'autre à Mater Matuta (B), s'élève sur la vaste place commerciale ; devant lui se trouve un autel circulaire destiné à y déposer des offrandes (E). Le Vicus Iugarius le longe au nord. Les vestiges de ce temple d'architecture étrusque, dont la tradition attribue la fondation à Servius Tullius vers 550 av. J.-C.,, sont identifiés lors des fouilles de 1959. Il s'avère que des vestiges d'un édifice encore plus ancien, construit vers 580 av. J.-C., sont mis au jour ; il est arbitrairement considéré comme dédié à Mater Matuta. Ce temple est détruit à la fin du VIe siècle av. J.-C. et le site est abandonné jusqu'au IVe siècle av. J.-C.. Vers 396 av. J.-C., Camille fait remblayer le site sur 4 à 6 m de haut et rebâtir les sanctuaires sur un plan plus vaste, un carré d'environ 26 m de côté,. Les temples sont détruits par l'incendie du forum en 213 av. J.-C. mais ils sont aussitôt reconstruits à l'identique. En 196 av. J.-C. un arc de triomphe est édifié sur le podium face à chacun des deux temples.
Les temples sont transformés, peut-être vers la fin du Ve siècle, en un édifice chrétien remanié au Moyen Âge, auquel succède vers la fin du XVe siècle une église consacrée à Omobono de Crémone. Les fondations de l'église reposent sur les structures de la cella du temple B, qui ne peut donc faire l'objet d'études archéologiques.

Les temples à Fortuna et à Mater Matuta.
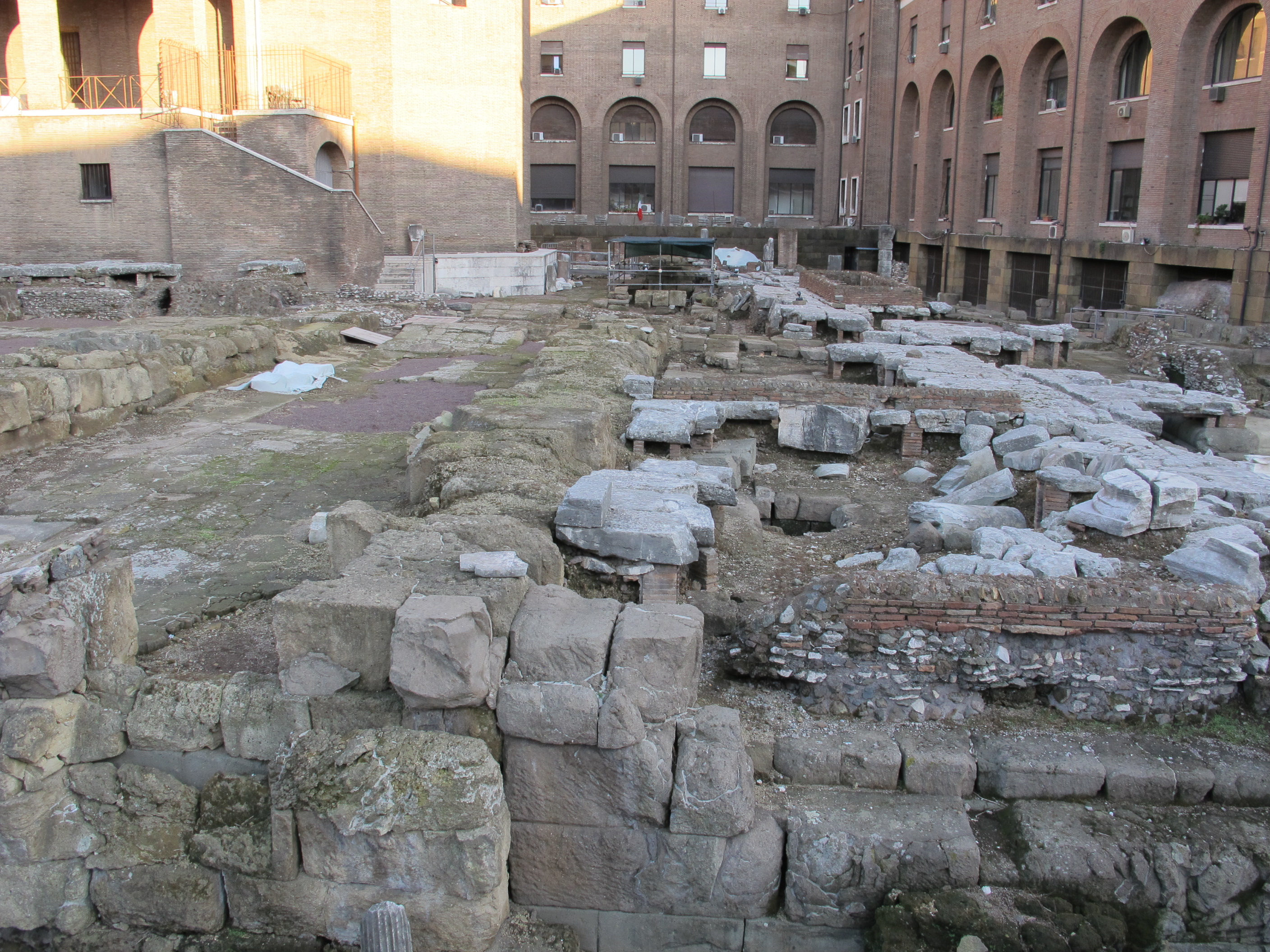
Aire du temple républicain, vue depuis l'ouest.
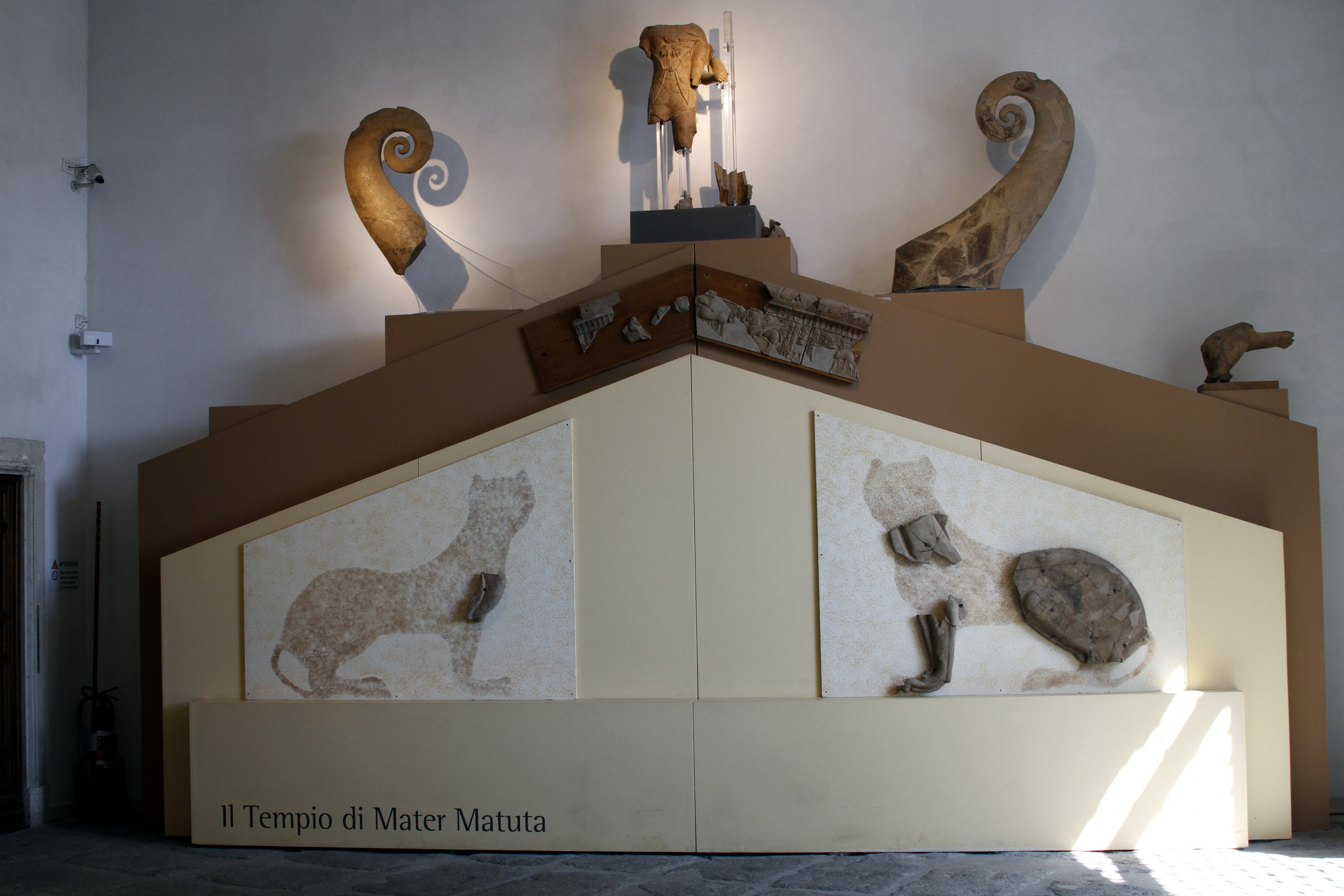
Disposition possible des fragments de décors en terre cuite attribués au temple de Mater Matuta.
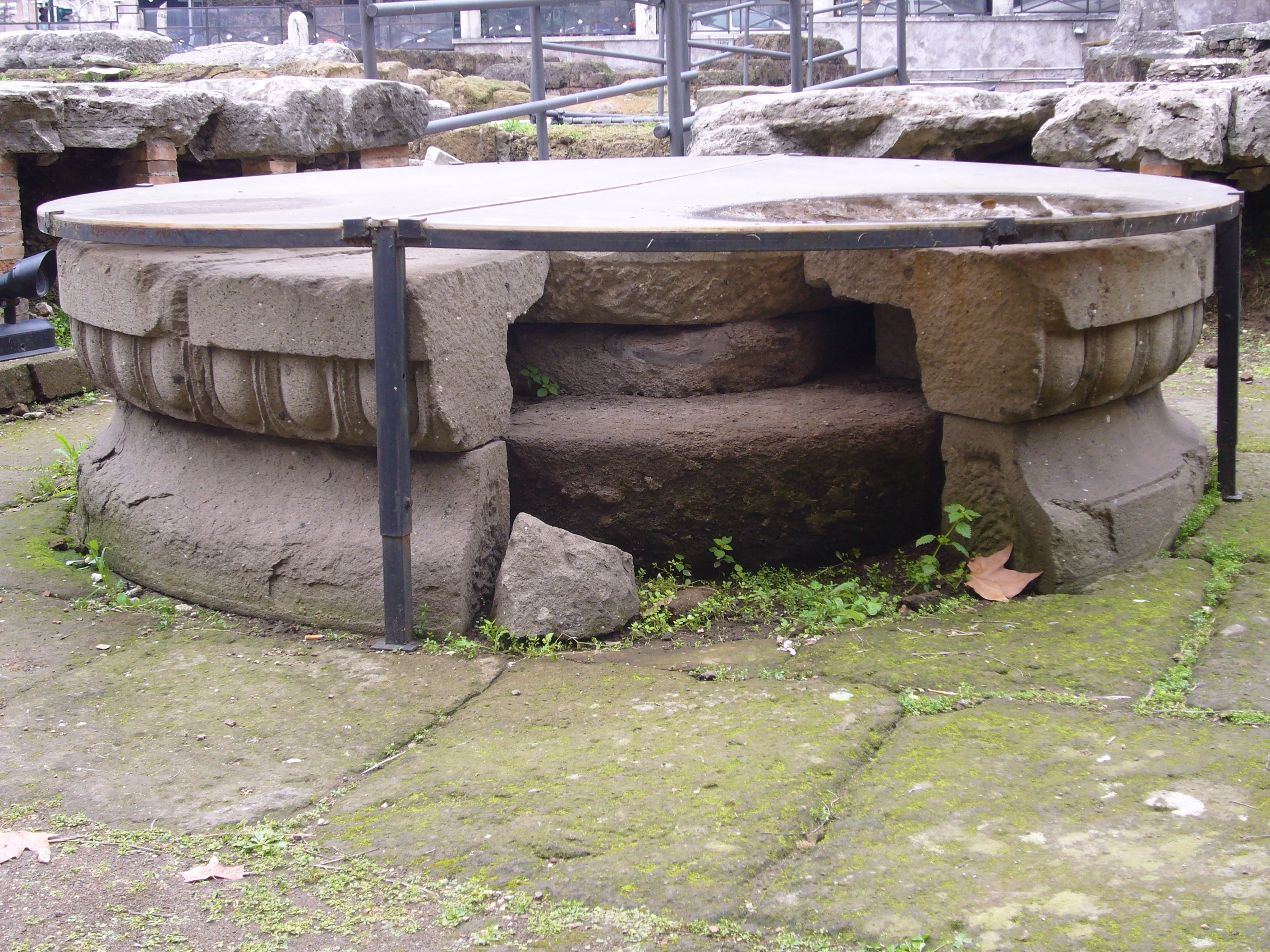
Autel des offrandes devant le temple.
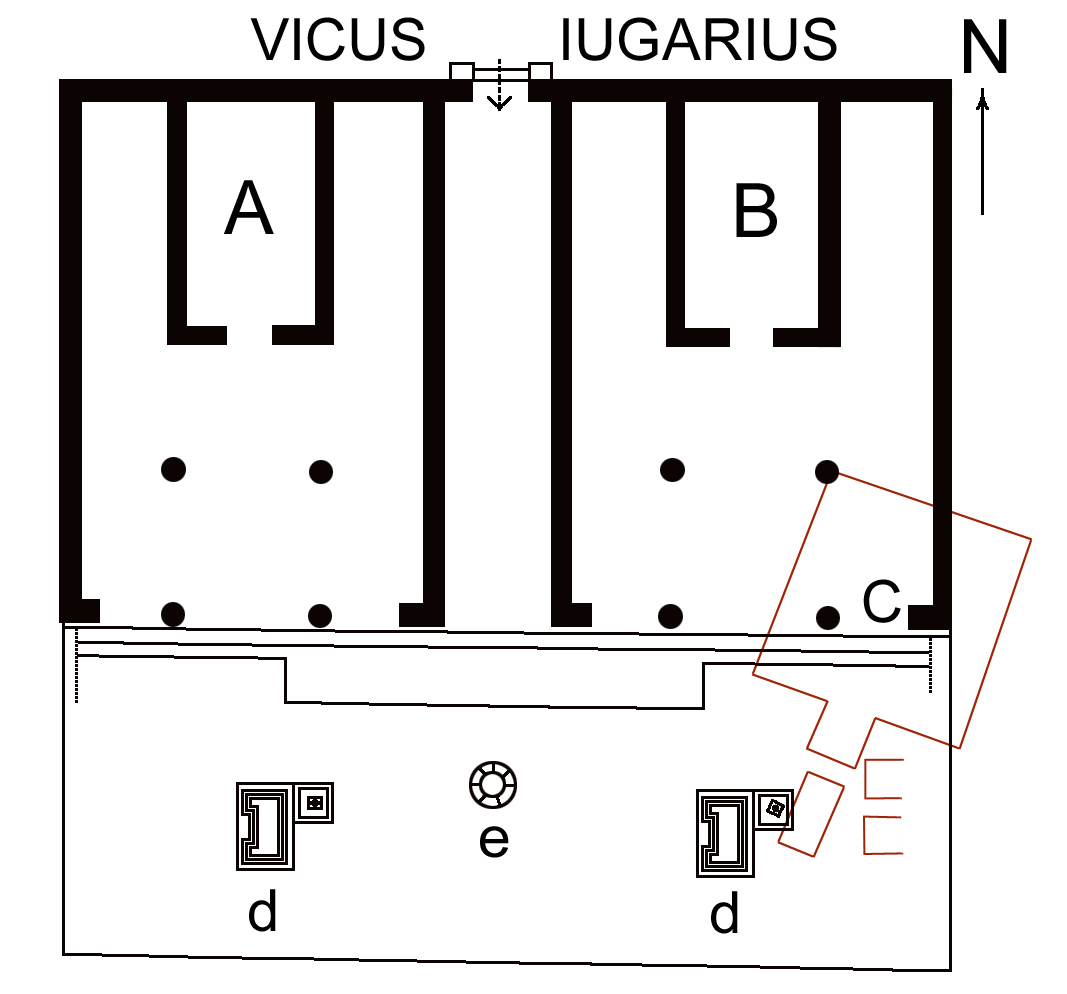
Plan du temple double à Fortuna (A) et Mater Matuta (B), du temple archaïque (C) et de l'autel (E).

#### Mithraeum

Plan schématique du mithraeum.

Un édifice en briques, mesurant environ 20 × 15 m, découvert et étudié en 1931, est construit non loin des carceres du Circus Maximus vers lesquels il s'ouvre. Son édification remonte au Ier siècle. Dans sa configuration initiale, il comporte un alignement de cinq salles bien conservées, complétées par plusieurs autres pièces plus petites et surmontées d'un étage disparu à l'époque des fouilles.
Considéré comme le siège d'un tribunal du praefectus urbi, il est modifié peu de temps après sa construction par l'ajout d'escaliers monumentaux donnent vers le Circus Maximus. Au IIIe siècle, un remaniement majeur du bâtiment a lieu pour abriter un mithraeum dans les sous-sols, au moment où le culte de Mithra atteint son apogée dans l'Empire romain. L'accès est modifié, le sanctuaire (spelaeum) est aménagé dans les sous-sols et les autres pièces, autour de lui, sont fortement remaniées. Un bas-relief retrouvé sur place lors des fouilles et figurant une tauroctonie — ce bas-relief est toujours visible dans les sous-sols de l'ancien mithraeum — ne laisse pas de doute sur la destination de l'édifice,.

### Arcs commémoratifs

#### Arc de Septime Sévère

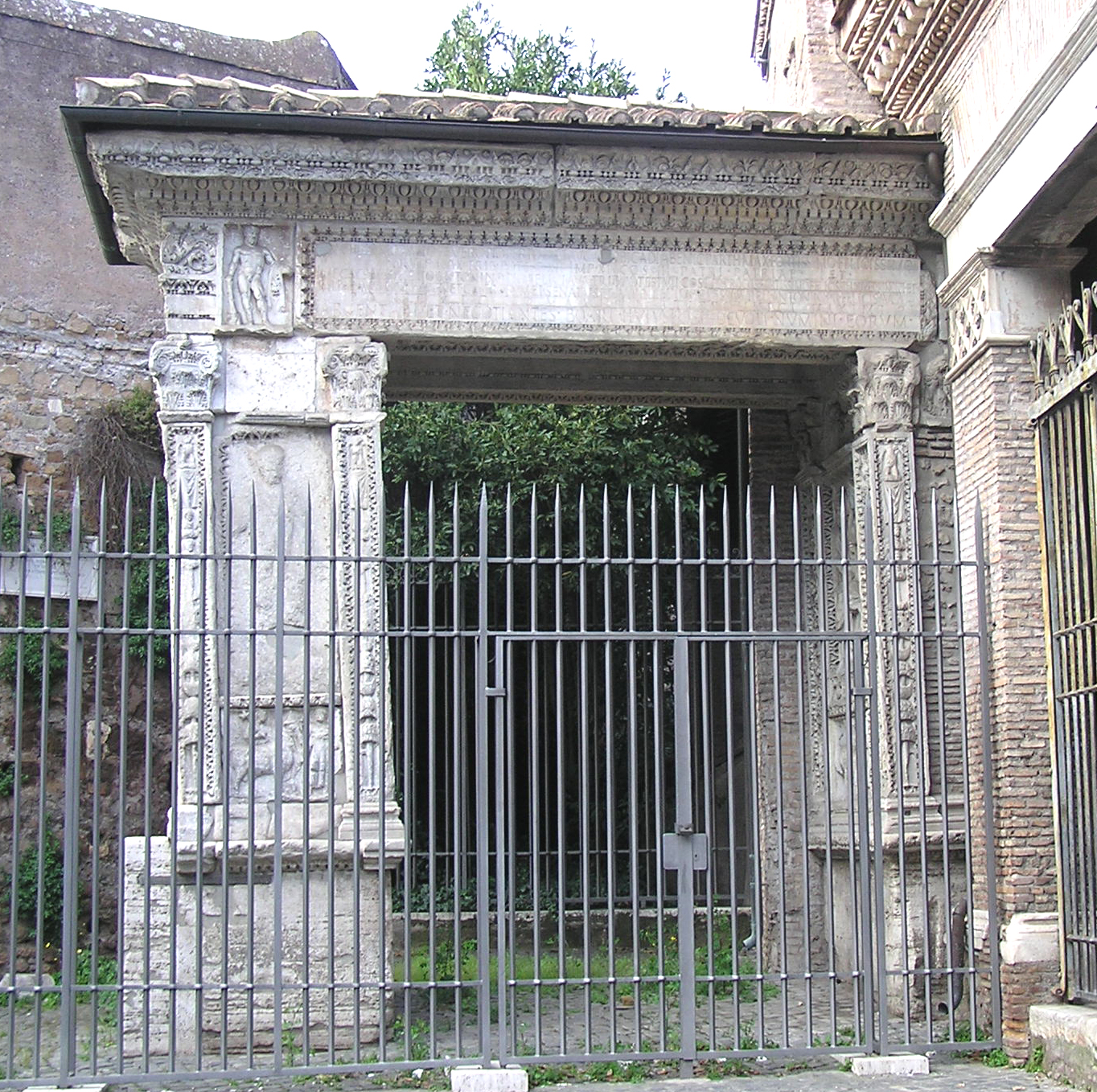
Façade sud de l'Arc de Septime Sévère.

L'arc de Septime Sévère, appelé aussi arc des argentiers (en latin : Arcus Septimi Severi, Arcus Argentariorum ou Monumentum Argentariorum), considéré comme un arc de triomphe romain du début du IIIe siècle dédié à l'empereur encore vivant et à sa famille par les corporations des marchands de bestiaux et des banquiers ou des orfèvres est en réalité une porte. Ces deux corporations, qui n'ont aucun lien entre elles, semblent s'être associées pour partager les frais de l'édification de l'arc qui marquait peut-être l'entrée de la place où se réunissaient ces corporations.
Pour la corporation des marchands de bétail, le choix de construire un monument sur ce forum n'est pas anodin, car dès le début de la République romaine, il s'agit de la place du marché aux bœufs et ceci jusqu'au IIIe siècle. Cette association des banquiers et des marchands de bétail indique également que ces derniers n'étaient pas de simples boutiquiers, mais d'importants brasseurs d'affaires.
Large de 6,15 mètres, l'arc repose sur deux piliers espacé de 3,12 mètres entre eux. Il est constitué de marbre blanc. Sa structure propose un décor végétal et deux scènes figurées : l'une représentant Septime Sévère (empereur romain) et Julia Domna (impératrice et prêtresse de Cérès) réalisant un sacrifice, et l'autre leur fils, le futur empereur Caracalla, se livrant au même rituel. La dédicace date fort probablement du premier semestre de l'année 204 mais les inscriptions sont martelées à une ou plusieurs reprises pour faire disparaître certains noms (damnatio memoriae).

#### Arc de Janus

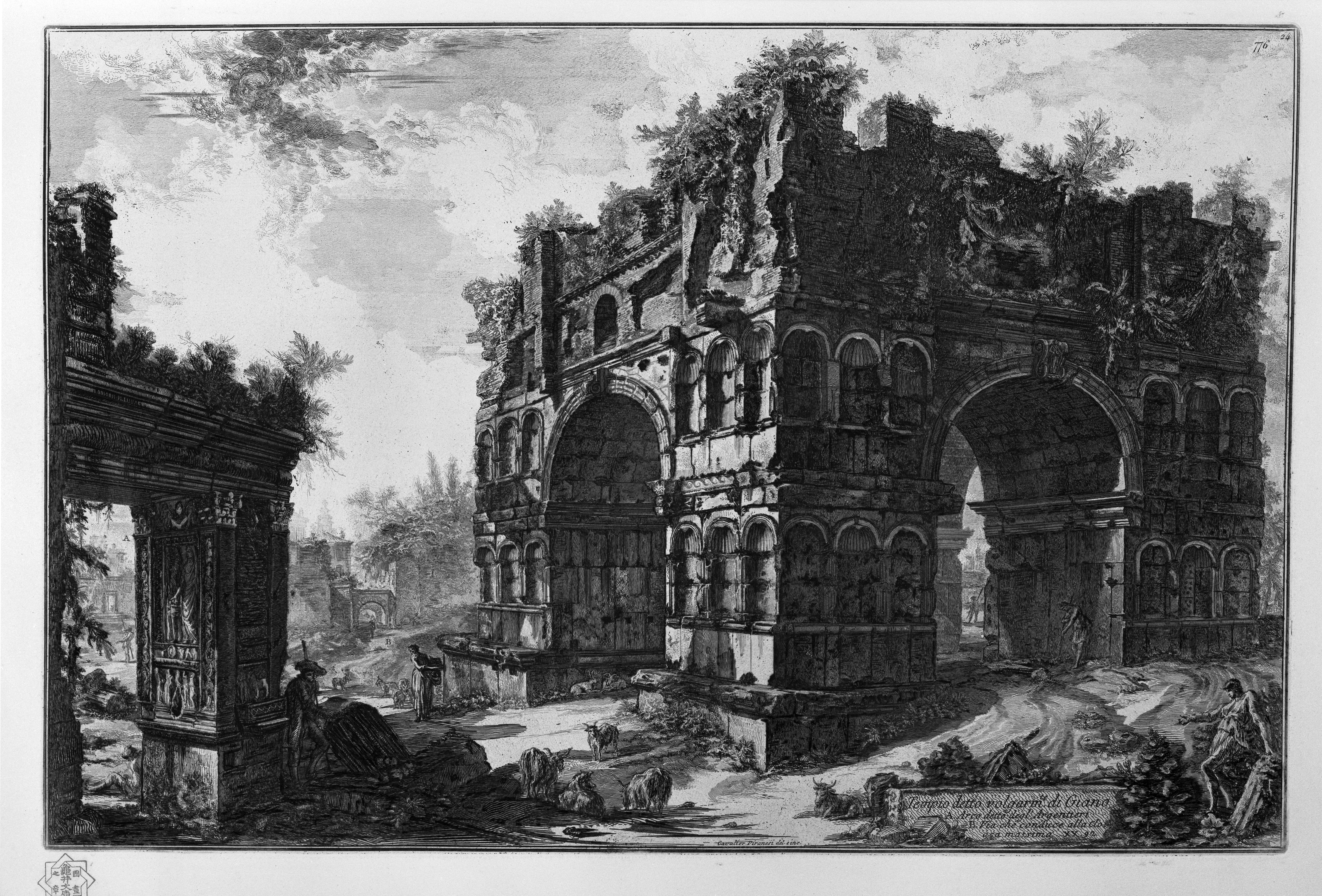
Arc de Janus et Arc de Septime Sévère vus par Piranèse.

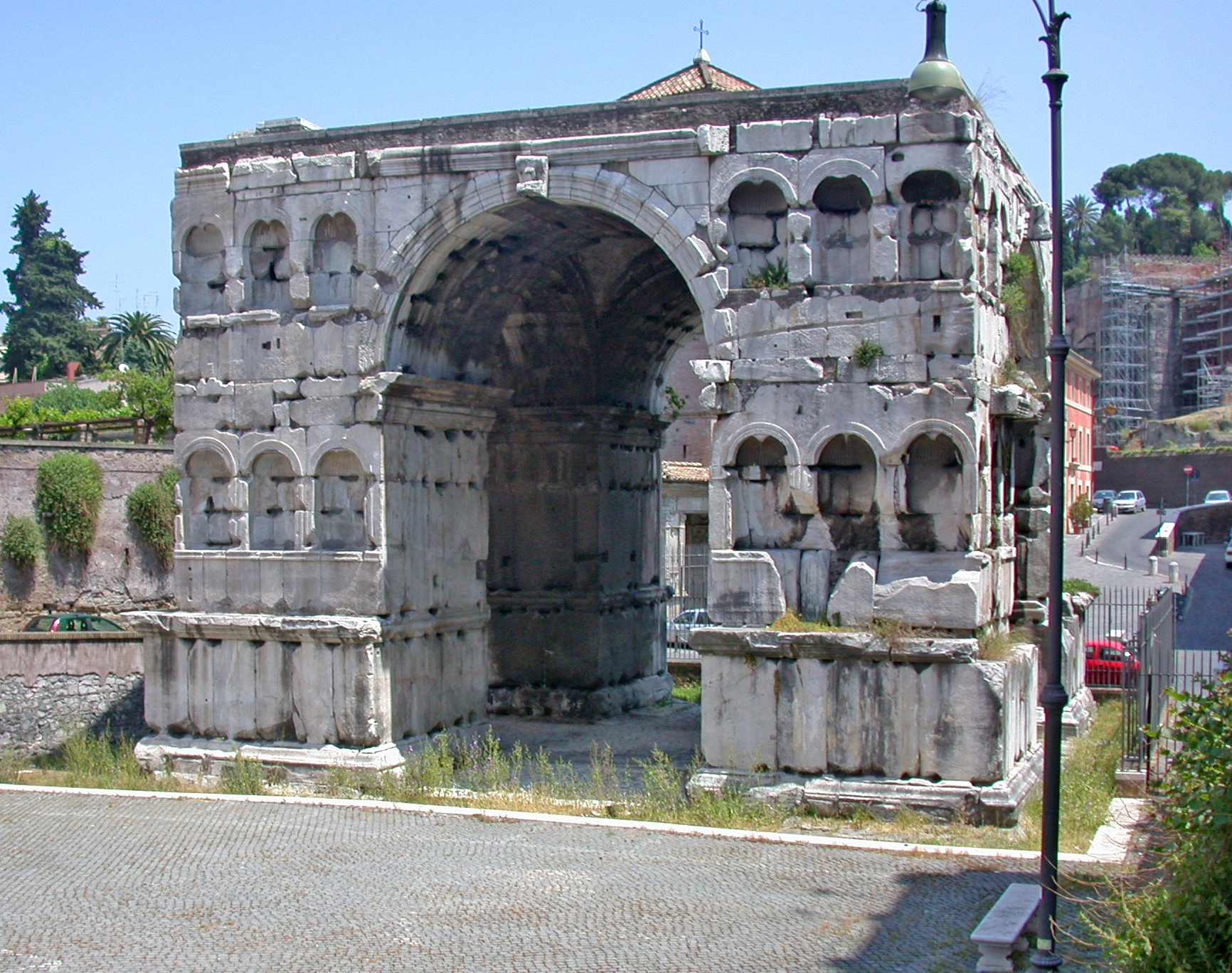
Façade est de l'arc de Janus.

L'Arc de Janus n'est pas un véritable arc de triomphe. Il s'agit plus vraisemblablement d'une construction à quatre façades, chacune d'elles étant percée d'une porte, destinée à abriter les marchands négociant leurs affaires sur le forum. L'appellation Janus se rapporte peut-être autant au dieu homonyme qu'au nom commun janua signifiant « porte » ou « passage couvert ». L'arc de Janus est édifié au-dessus de la Cloaca Maxima.
Mesurant 12 m de côté pour 16 m de haut, il est intégralement construit en blocage et parementé de marbre provenant partiellement de remplois. Jusqu'au début du XIXe siècle, un attique — également en blocage, parementé de briques puis de marbre — encore très visible sur le dessin de Piranèse, le surmonte ; il est détruit en 1827 car considéré à l'époque comme un élément « rapporté » nuisant à l'unité architecturale de l'arc.
Les propositions qui faisaient de lui une construction de 356 en hommage à l'empereur Constance II semblent remises en cause par la découverte, en 2017, de lettres gravées sur le monument suggérant que sa dédicace s'adressait à l'empereur Constantin, ce qui conduirait à « vieillir » l'édifice de plusieurs décennies.

### Port fluvial et entrepôts

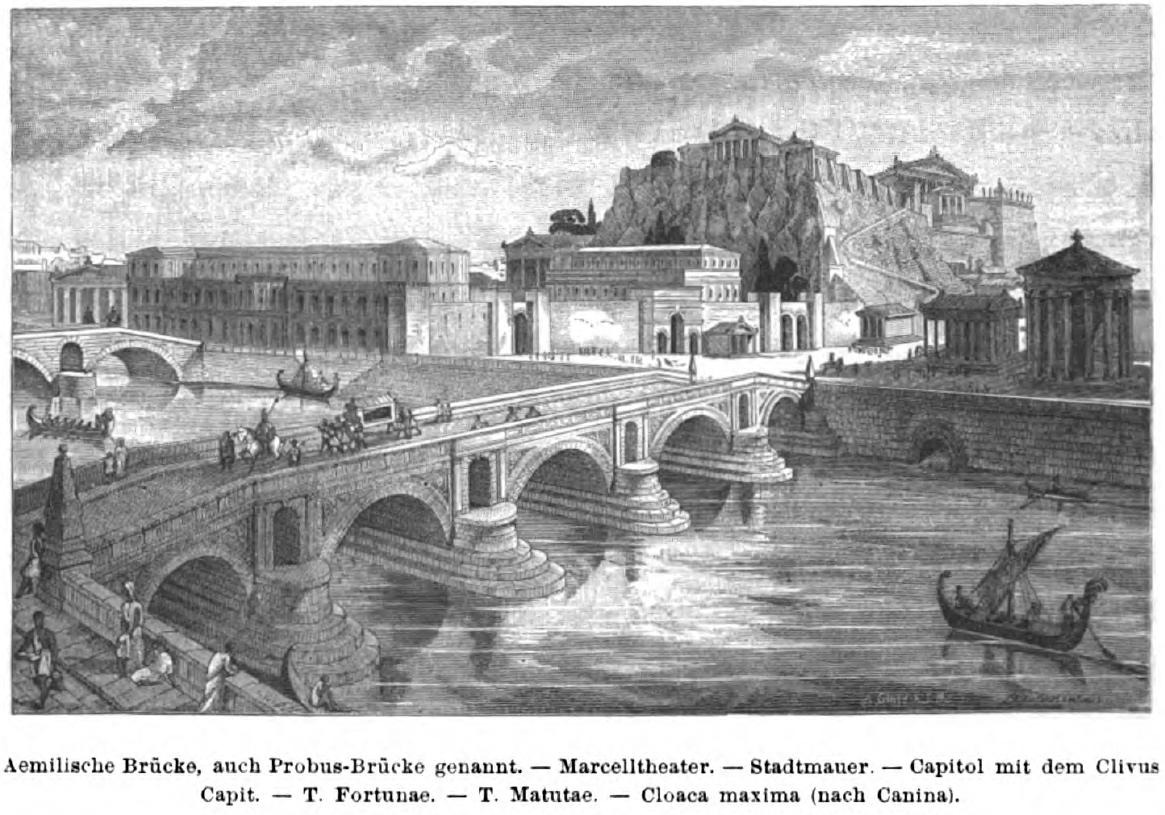
Bords du Tibre en 1879. Au second plan à gauche, les bâtiments construits à l'emplacement des entrepôts ; au premier plan, le pont Æmilius.

Le premier port fluvial de Rome ou Portus Tiberinus est localisé en amont du pont Æmilius, sur la rive gauche du Tibre, face à la pointe méridionale de l'île Tibérine. En l'absence de vestiges mais par analogie avec des équipements équivalents dans d'autres villes, les archéologues restituent un ensemble de d'aménagements de berges permettant l'accostage et l'amarrage des bateaux, quel que soit le niveau du fleuve. Ces débarcadères débouchent sur une esplanade en relation avec les entrepôts en retrait. Un vaste complexe d'entrepôts s'étend ainsi du nord au sud du forum Holitorium au temple de Portunus et d'ouest en est du Tibre aux temples à Fortuna et Mater Matuta. Cet ensemble est clos d'un mur d'enceinte, excepté du côté du fleuve, percé de portes étroites pour sécuriser la zone et éviter les pillages. La nature des marchandises stockées dans les entrepôts du port est inconnue. Il s'agit très certainement de grain mais également d'huile d'olive ou d'autres denrées alimentaires comme le sel, voire des matériaux de construction. Les marchandises arrivent au Portus Tiberinus sur des barges qui remontent le Tibre depuis le port d'Ostie au terme d'un voyage de deux ou trois jours. Ces barges sont halées depuis les rives du Tibre par des bœufs ou des esclaves.

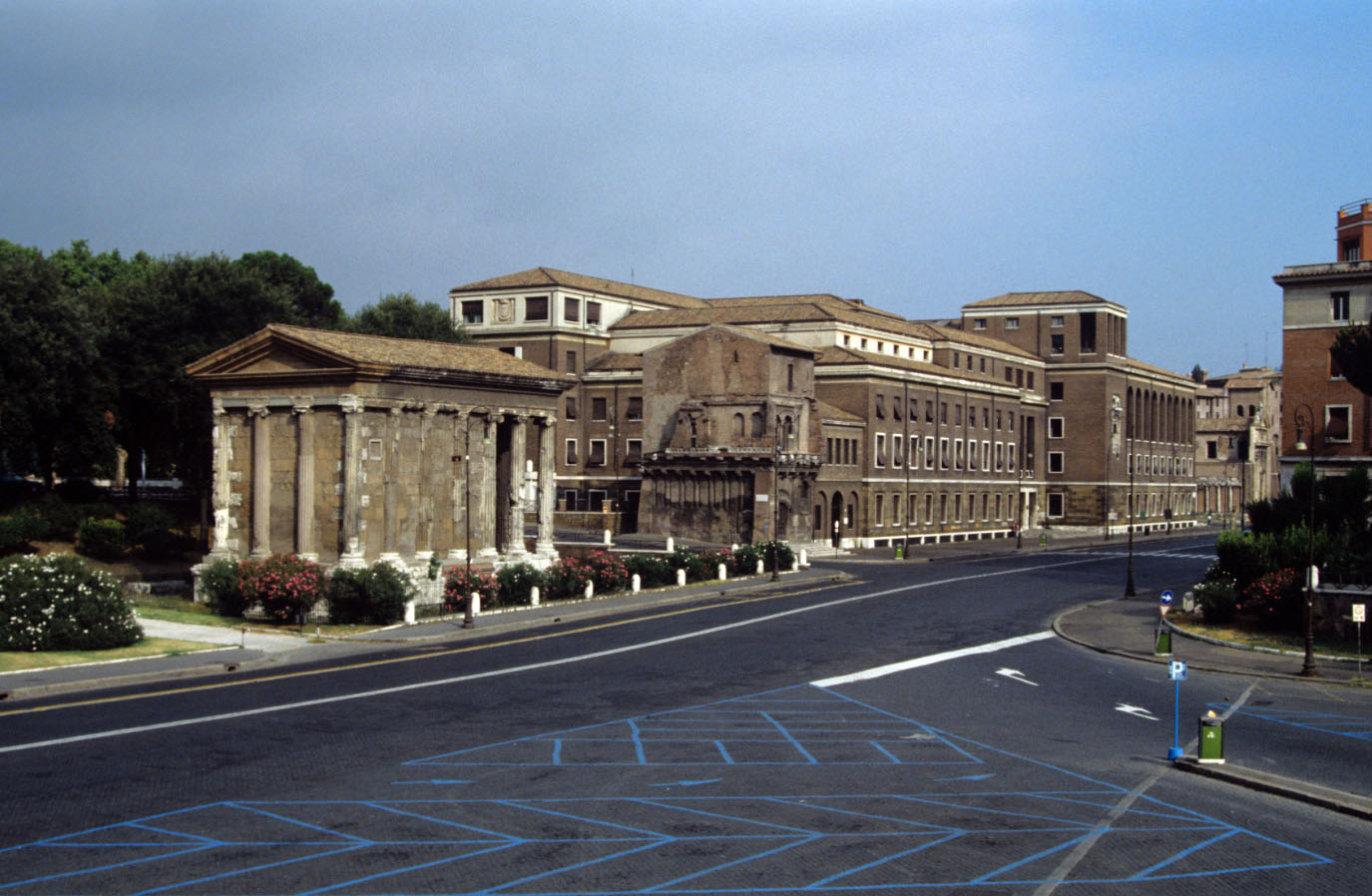
Bâtiments de l'état civil (anciens horrea) derrière le temple de Portunus.

Ces entrepôts font face, vers le sud, au péribole du temple de Portunus qui s'ouvre de ce côté, consacrant ainsi la coexistence des fonctions religieuses et commerciales liées aux activités portuaires dont Portunus est le protecteur.
La construction du port et des entrepôts est probablement contemporaine des premiers sanctuaires du forum, soit vers le VIe siècle av. J.-C.. Une rationalisation de ses aménagements semble être mise en œuvre en 179 av. J.-C. avec la construction du pont Æmilius mais la population de Rome augmentant sans cesse, les entrepôts et le port deviennent trop petits et sont progressivement supplantés par l'Emporium, construit bien en aval sur le Tibre dès le début du IIe siècle av. J.-C., mais ils ne sont pas pour autant abandonnés, étant même reconstruits en travertin et briques à l'époque impériale, peut-être à l’initiative de Trajan. Les quais sont alors rehaussés pour mieux protéger le port des inondations du Tibre et les horrea sont reconstruits sur un plan géométrique.
À l'époque moderne, les bâtiments de l'état civil de Rome, via Petroselli, recouvrent l'emplacement des horrea.

### Statio Annonae

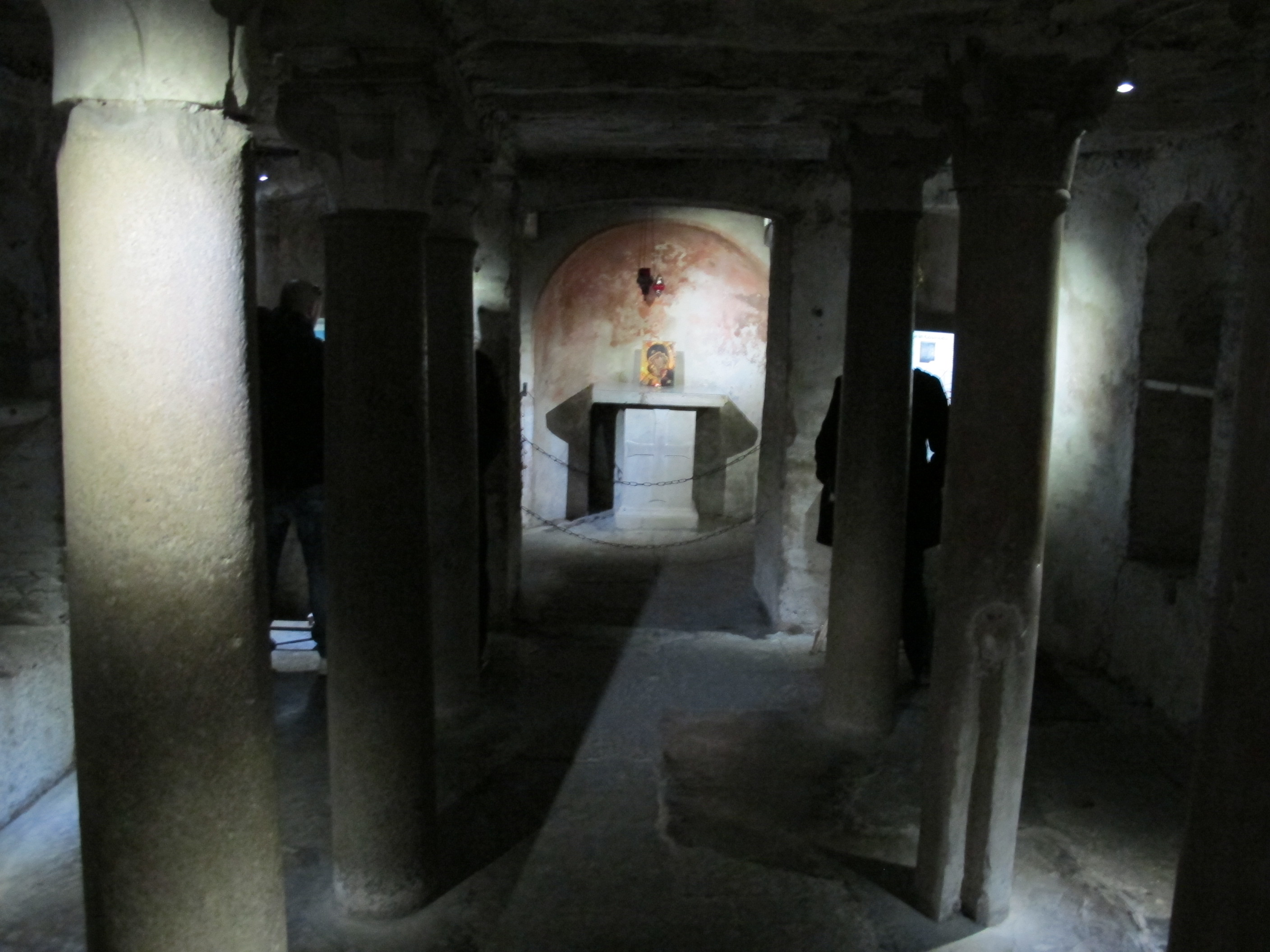
Crypte de l'église Santa Maria in Cosmedin et colonnes antiques.

Cet édifice accueille les services du préfet de l'annone, qui veillent à l'approvisionnement de la ville en grains et autres denrées alimentaires, dont la distribution est réglementée. Le bâtiment se présente peut-être sous la forme d'une galerie rythmée par une colonnade.
L'édifice est probablement construit à l'époque augustéenne, alors que cette administration se met en place. Si cette datation semble généralement admise, l'emplacement précis du bâtiment dans le petit périmètre de la partie sud du forum Boarium ne paraît pas attesté. Certains historiens et archéologues le localisent dans l'emprise de l'actuelle église Santa Maria in Cosmedin, à proximité immédiate du Très Grand Autel d'Hercule Invaincu,. Selon eux, les vestiges visibles dans la crypte de l'église Santa Maria in Cosmedin appartiennent à la statio Annonae. Filippo Coarelli, et d'autres avec lui, réfutent cette hypothèse et voient dans cette colonnade les vestiges d'un sanctuaire annexe de l'Ara Maxima,,. Une autre proposition situe la statio Annonae près du temple à Cérès (déesse des moissons et divinité tutélaire de l'annone), Liber et Libera.

## Découvertes archéologiques et études

### Antiquité
Ovide, poète latin du Ier siècle av. J.-C. au Ier siècle apr. J.-C. mentionne l'existence du forum Boarium à travers la construction d'un temple dédié à Mater Matuta et fixe la limite occidentale au Tibre. Ce temple est également évoqué par Tite-Live dans son livre XXXIII, ainsi que par Denys d'Halicarnasse dans son livre IV. Tite-Live, historien romain de la même époque qu'Ovide, dans son Ab Urbe condita libri mentionne son emplacement lorsqu'il évoque l'incendie du forum Boarium en 213 av. J.-C. dans son livre XXIV et en 207 av. J.-C. dans son livre XXVIII, deux livres consacrés à la deuxième guerre punique.
Plutarque, philosophe et penseur grec de la fin du Ier siècle et du début du IIe siècle, dans sa Vie des hommes illustres : Camille évoque le pont qui relie le forum Boarium à l'autre rive du Tibre pendant le siège de la ville par Brennus.
Au VIIIe siècle, Aethicus Ister, cosmographe latin originaire d'Istrie, évoque lui aussi le forum.

### Moyen Âge et époque moderne

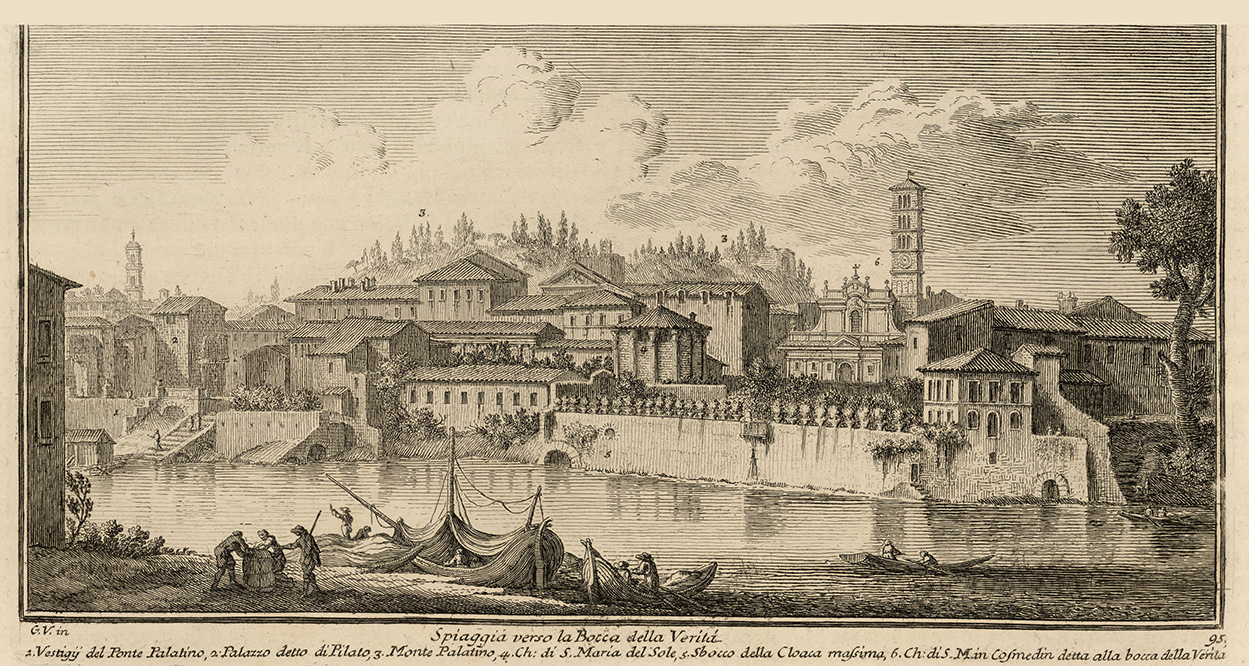
Le forum Boarium vu depuis la rive droite du Tibre par Piranèse.

En 1417, les papes sont de retour à Rome. La reconquête du territoire s'accompagne, en pleine Renaissance italienne, d'une politique de mise en valeur ou d'aménagement des vestiges antiques de la ville, qui ne semble cependant pas profiter au forum Boarium. Sixte IV, s'il est le promoteur de la construction de la chapelle Sixtine, intervient également sur le site du forum en faisant certainement détruire l'Aedes Æmiliana Herculis, probablement déjà largement ruiné et dont aucune description fiable ne subsiste.
Dans les premières décennies du XVIe siècle, l'architecte Baldassarre Peruzzi réalise plusieurs dessins de monuments du forum Boarium. Alò Giovannoli au XVIIe siècle, Giovanni Battista Piranesi (Piranèse) et Luigi Rossini au XVIIIe siècle (considéré comme « l'héritier » du précédent), ont la même démarche. L'imprécision de leurs dessins, des détails anachroniques sur leurs représentations amènent toutefois à se demander s'ils reproduisent fidèlement les monuments tels qu'ils les ont sous les yeux, s'ils  proposent une restitution à partir de ruines ou s'ils figurent un état idéal de l'édifice,.
De 1676 à 1681, Antoine Desgodets est missionné à Rome par Colbert pour dessiner les monuments susceptibles de servir de modèle aux architectes de Louis XIV pour des monuments parisiens. Le temple de Portunus étant considéré comme l'archétype du monument antique classique, Desgodets en réalise des relevés d'une très grande précision, mais ses dessins restituent l'apparence supposée du monument dans l'Antiquité. Des fouilles sommaires complètent son travail.

### De l'époque napoléonienne au début duXXesiècle

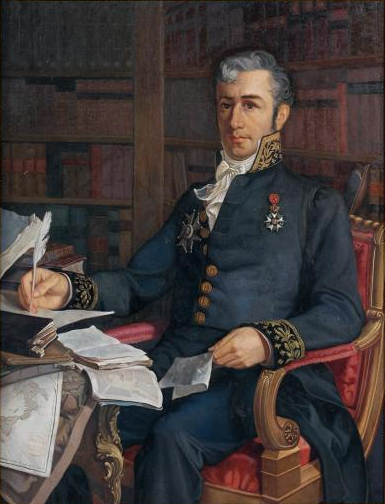
Camille de Tournon-Simiane.

Le 17 mai 1809, Napoléon Ier annexe par décret les États pontificaux. Il mandate alors à Rome le préfet Camille de Tournon-Simiane avec pour mission la mise en valeur du patrimoine antique de la ville. Dans ce cadre, et même si les travaux commencent avant l'arrivée de Tournon, les temples d'Hercule Olivarius et de Portunus ainsi que l'arc de Janus sont progressivement débarrassés des constructions qui s'appuient sur eux et vidés intérieurement des éléments qui les avaient transformés en édifices chrétiens. Ce chantier du forum Boarium est le premier engagé par les Français, car plus abordable techniquement et financièrement — les édifices sont en bon état — que celui devant concerner le forum Romanum. À terme, le « jardin du Capitole » doit réunir dans une même promenade archéologique tous ces vestiges mais le projet, stoppé par l'abdication de Napoléon Ier le 6 avril 1814, n'aboutit pas.
Dans la seconde moitié du XIXe siècle, Pietro Rosa réalise des fouilles pour le compte de Napoléon III puis, en compagnie d'autres archéologues, pour les services archéologiques du royaume d'Italie. Ces travaux n'intéressent pas le forum Boarium mais le forum Romanum ; ils permettent cependant de lever l'ambiguïté existant dans l'esprit du public sur la dénomination de « Campo Vaccino », attribuée indifféremment à l'un ou l'autre site, alors qu'elle se rapporte au forum Romanum.
André Piganiol, historien et archéologue français, tente de fixer les limites du site dans son livre Les origines du Forum Boarium publié en 1909 mais Filippo Coarelli, archéologue italien, conteste une partie de ces propositions quelques décennies plus tard.

### Période mussolinienne
Dès son arrivée au pouvoir en 1922, Benito Mussolini veut redonner à l'Italie la splendeur de la Rome augustéenne. Il s'appuie pour cela sur l'histoire antique de la ville et sur ses monuments, au travers d'une politique ambitieuse de chantiers de fouilles et de valorisation des vestiges antiques. Il a, entre autres projets, l'ambition de recréer un lien physique entre Rome et la mer, comme c'était le cas dans l'Antiquité entre Rome et Ostie. Une nouvelle route, la Via del Mare, concrétise cette volonté. Elle passe au niveau du forum Boarium dont certains des monuments (temple de Portunus, arc de Janus) sont pour l'occasion dégagés des maisons qui les environnent et font l'objet de fouilles,.

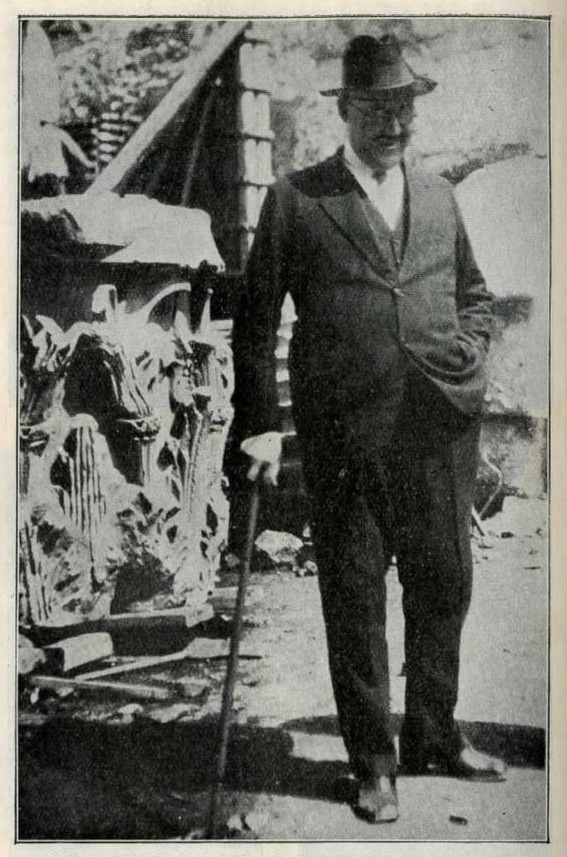
Antonio Muñoz.

L’architecte italien Antonio Muñoz est un acteur clé de l'archéologie romaine dans cette période. Il a déjà exercé le rôle d'« inspecteur des monuments, musées, galeries et fouilles antiques » dès 1909, puis il devient le directeur de la Surintendance de Rome en 1914, poste qui lui permet de superviser la restauration de nombreux monuments dans la capitale italienne. Un nouveau poste lui est ouvert en 1921 avec la direction des monuments de Rome. Muñoz suggère à Rome de détruire les édifices les plus modernes afin de dégager la vue des bâtiments les plus anciens. Il propose donc en 1926, dans cette optique, de laisser de la place aux monuments historiques, de créer une zone verte autour du temple de Portunus après en avoir entrepris le dégagement et la restauration,.
Une campagne de fouilles a lieu sur le forum Boarium en 1930-1931 en détruisant les bâtiments proches du temple de Portunus et en restaurant les murs de ce dernier. C'est à la même époque que la construction d'une dépendance du théâtre de Rome, non loin du Cirque Maxime, aboutit à la découverte du mithraeum du cirque Maxime, fouillé l'année suivante sous la direction de l'archéologue italien Antonio Maria Colini.
Le site de Sant'Omobono est découvert fortuitement, fin 1936, lors d'un chantier de construction d'un édifice communal, avec la mise au jour d'un dallage antique au pied de l'abside de la petite église de Sant'Omobono. Les travaux communaux sont annulés et l'emplacement protégé grâce à l'intervention d'Antonio Maria Colini qui explore le site en 1937 et 1938, mais doit interrompre ses recherches durant la guerre. Le dégagement de la parcelle le long du Vico Jugario révèle les fondations de deux temples jumeaux de l'époque républicaine, dits temples A et B, dont l'un était inaccessible sous le bâtiment de l'église, tandis que les premières excavations profondes localisent l'angle d'un temple archaïque, désigné comme temple C, et que d'abondantes céramiques et éléments architectoniques, vestiges datant de la plus ancienne période de Rome, prouvent l'extrême intérêt historique du site.

### Après la Seconde Guerre mondiale
Dès 1948, une nouvelle campagne de fouilles débute sur le forum toujours près du temple de Portunus, les sondages réalisées permettent la découverte de magasins. Puis, en 1966, des sondages archéologiques sont réalisés dans la cella qui est restaurée.
Dans les années 1980 et 1990, l'archéologue italien Filippo Coarelli joue un rôle majeur dans la progression des connaissances au sujet du forum Boarium. S'il ne réalise pas lui-même de fouilles sur le site, il compile l'ensemble de la documentation existante et l'analyse pour publier, en 1988, un ouvrage consacré aux origines du forum, intitulé Il foro boario : dalle origini alla fine della repubblica. Il intègre les éléments de cet ouvrage, complétés par les données les plus récentes, dans la dernière édition de son Guide archéologique de Rome, traduite en français par Roger Hanoune en 1994.

### XXIesiècle

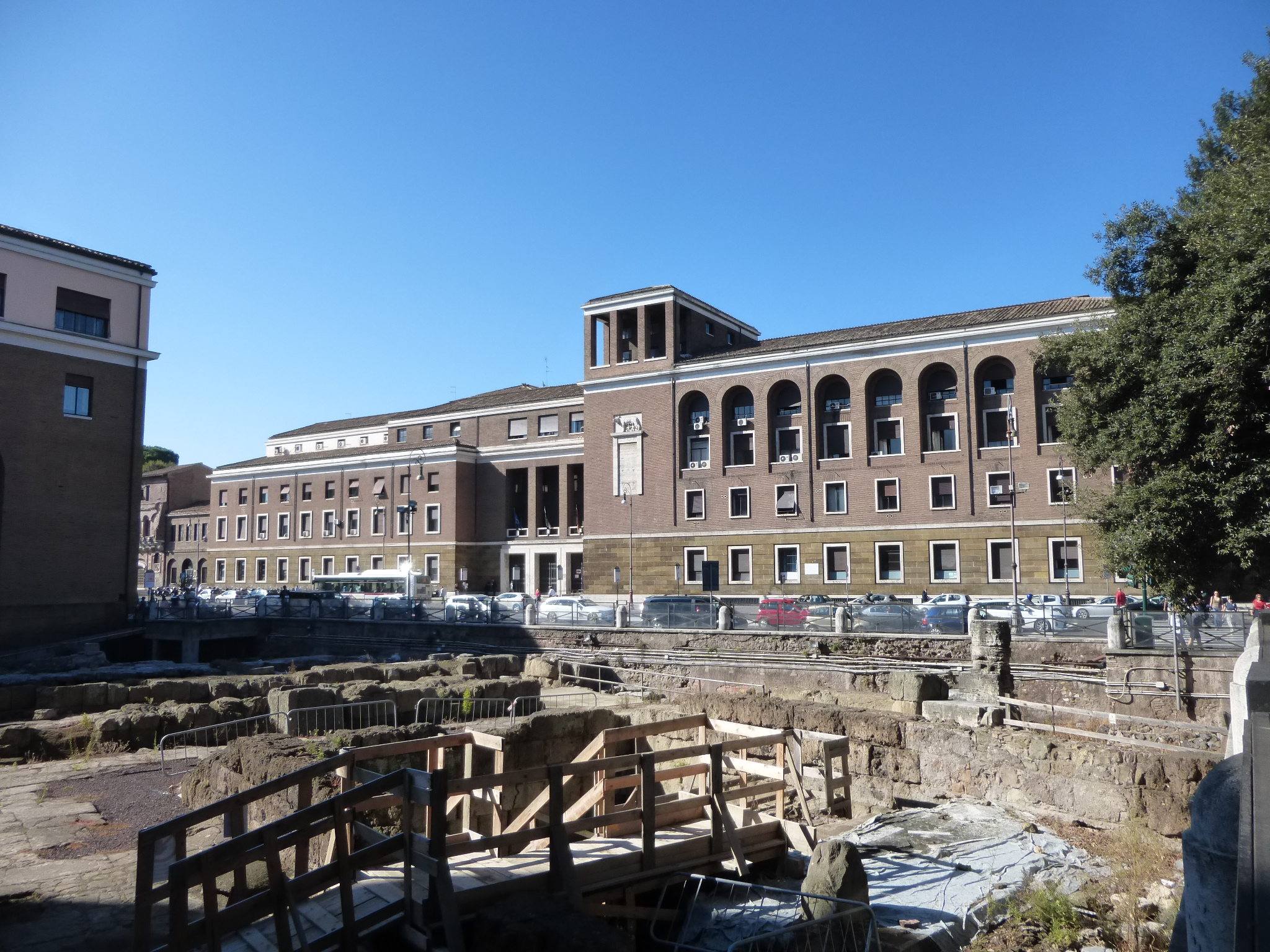
Chantier de fouilles sur l'aire de Sant'Omobono (2014).

La dernière phase de restauration du temple de Portunus, révélant l'existence de fresques médiévales sur les parois internes de sa cella, a lieu en 2006 pour une ouverture aux touristes en 2009.
En mai 2009, le Sant'Omobono Project est mis en chantier. Par une convention de partenariat entre la Surintendance des biens culturels pour le Capitole (Sovrintendenza Capitolina ai Beni Culturali), l'université de Calabre et l'université du Michigan, il vise à la recherche, l'étude et la valorisation de ce site complexe encore mal connu des chercheurs et ignoré du public. Le premier volet de ce projet consiste en la collecte et la numérisation de toutes les publications relatives au site, ainsi que les notes, les dessins et les photographies réalisés par les fouilleurs et non encore publiés. Une première synthèse est diffusée sur internet en 2012. Dans le même temps, la zone archéologique est nettoyée et protégée pour en dresser une planimétrie complète. Enfin, l'abondant matériel archéologique conservé dans les réserves est inventorié, étudié, dessiné et photographié.

### Leforum Boariumen 3D
Les études archéologiques et les plans levés à l'occasion des fouilles sur l'un ou l'autre des monuments du Forum Boarium permettent sa représentation globale sur plusieurs maquettes ou restitutions virtuelles tridimensionnelles de la ville de Rome à des époques différentes.
Depuis 1994, le musée de la Civilisation romaine expose une maquette de Rome à l'époque archaïque (entre la Royauté et la République). Au nord d'une zone marécageuse à l'emplacement du forum Boarium, les deux temples à Fortuna et Mater Matuta sont représentés sur l'aire de Sant'Omobono.
De 1900 à 1942, Paul Bigot réalise plusieurs maquettes de Rome au IVe siècle, en plâtre verni (Plan de Rome). L'une d'elles, réalisée pour l'exposition universelle de 1937, est conservée à l'Université de Caen-Normandie. Plusieurs bâtiments qui figuraient sur la maquette d'origine ont probablement disparu ou ont été détériorés avant la restauration de 1995-1996. Concernant le forum Boarium, figurent de façon certaine plusieurs monuments, les temples de Portunus et d'Hercule Olivarius, l'Ara Massima, l'Aedes Æmiliana Herculis et peut-être, à proximité du Circus Maximus, le mithraeum récemment découvert au moment de la confection de la maquette. La partie nord du forum, jouxtant le forum Holitorium, apparaît intégralement construite.
Une maquette de Rome antique à l'époque de Constantin, dite Il Plastico, à l'échelle 1:250, est exposée au musée de la Civilisation romaine ; elle est réalisée sur la base de la Forma Urbis et mise à jour au fil des études et des découvertes par Italo Gismondi jusqu'aux années 1970. Le forum est encombré par beaucoup plus de bâtiments que sur la représentation de Paul Bigot.
À l'initiative de l'université de Caen et du centre interdisciplinaire de réalité virtuelle (Cireve), un projet de restitution tridimensionnelle de Rome à l'époque impériale est mis en œuvre en 2006. Sur la base scientifique des connaissances archéologiques de Rome mais également d'autres sites à la même époque, il permet au visiteur, depuis le printemps 2016, de se déplacer virtuellement dans la ville antique. Une série de conférences thématiques publiques, les Nocturnes du plan de Rome, vient compléter cette réalisation ; une de ces conférences est consacrée au forum Boarium et au forum Holitorium.

Maquettes et plans 3D de la Rome antique
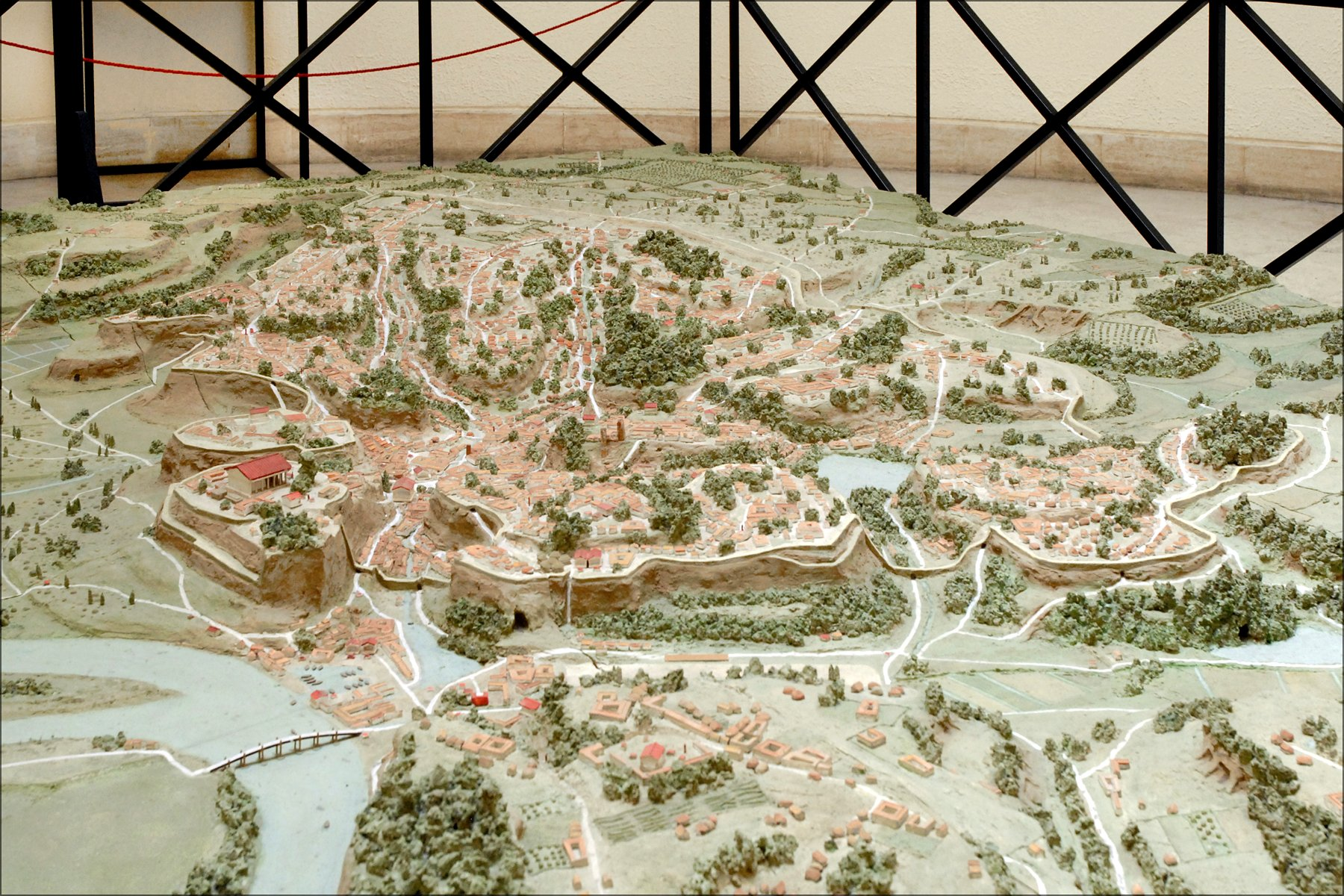
Maquette de la Rome archaïque. Au premier plan le pont Sublicius ; le Circus Maximus n'est pas encore construit.
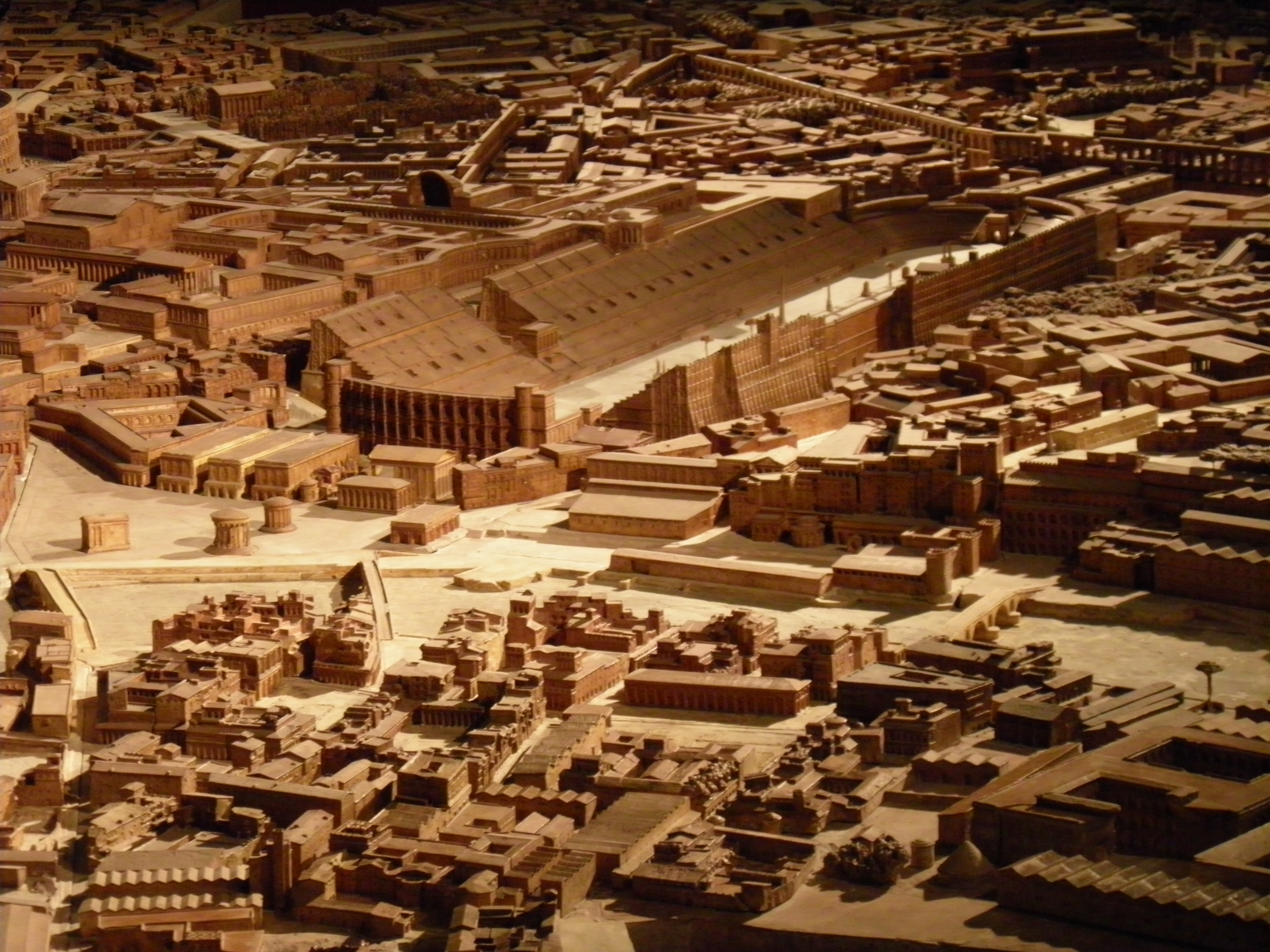
Le forum Boarium dans son environnement urbain, avec le Circus Maximus à proximité immédiate (Plan de Rome, Paul Bigot).
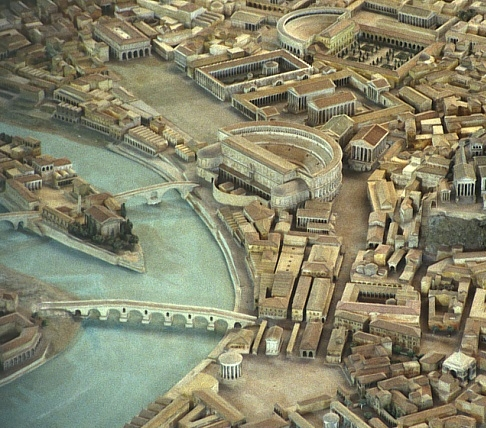
Détail du Plastico, incluant les horrea, l'Arc de Janus et les temples de Portunus et d'Hercule Olivarius.